# Крымские татары

Флаг крымских татар

Кры́мские тата́ры (ед. ч. крымскотат. qırımtatar / къырымтатар, мн. ч. крымскотат. qırımtatarlar / къырымтатарлар), или кры́мцы (ед. ч. крымскотат. qırım / къырым, мн. ч. крымскотат. qırımlar / къырымлар), — тюркский народ, исторически сформировавшийся в Крыму и Северном Причерноморье; наряду с малочисленными караимами и крымчаками, крымские татары относятся к коренному населению Крымского полуострова. Есть крупные диаспоры в Турции, Узбекистане, на материковой части Украины и в некоторых других восточно-европейских странах . Говорят на крымскотатарском языке, который входит в кыпчакскую подгруппу тюркской группы алтайской семьи языков.
Подавляющее большинство крымских татар — мусульмане-сунниты, принадлежат к ханафитскому мазхабу.

## Расселение крымских татар и их потомков
Крымские татары проживают в основном в Крыму (около 235 —  280 тыс.), прилегающих регионах России (2,4 тыс., в основном в Краснодарском крае) и в прилегающих регионах Украины (2,9 тыс., в основном в Херсонской области), а также в Турции, Румынии (24 тыс., в основном в жудеце Констанца), Узбекистане (90 тыс., оценки от 10 тыс. до 150 тыс.), Болгарии (3 тыс.). В Турции проживает 5-6 млн людей, чьи предки в разное время (с конца XVIII по начало XX века) переселились в эту страну из Крыма. Это даёт повод крымскотатарским общественным организациям Турции утверждать, что в стране живёт несколько миллионов крымских татар. Однако большая часть потомков крымскотатарских иммигрантов в Турции ассимилировалась и считает себя турками. Фактическое количество крымских татар в Турции неизвестно, поскольку данные об этническом составе населения страны в Турции не публикуются.

## Этноним «татары» и крымскотатарский народ

### Этноним «крымские татары»
То, что в общепринятом названии крымских татар присутствует слово «татары», часто вызывает недоразумения и вопросы о том, не являются ли крымские татары субэтнической группой татар, а крымскотатарский язык — диалектом татарского. Название «крымские татары» осталось в русском языке с тех времён, когда почти все тюркоязычные народы Российской империи именовались татарами: карачаевцы (горские татары), азербайджанцы (закавказские, или азербайджанские татары), кумыки (дагестанские татары), хакасы (абаканские татары) и т. д. При этом кыпчаки (половцы), потомками которых являются современные крымские татары, в качестве самоназвания использовали этноним «татары» (полов. tatarlar), подтверждением чему является известный письменный источник куманского языка — Кодекс Куманикус, созданный в Крыму на языке, очень близком к современному крымскотатарскому языку. Кроме того, сами крымские татары во времена Крымского ханства, ещё до образования Российской империи, и вплоть до начала 90-х годов XX века в качестве самоназвания использовали исключительно этноним «татары» (крымскотат. tatarlar). Крымские ханы в своих титулах также обозначали себя «великим падишахом всех татар» (крымскотат. barça (böten) tatarnıñ uluğ padişahı). Крымские татары являются потомками тюркоязычных, кавказских и других племён, населявших Восточную Европу.
Сами крымские татары на сегодняшний день используют два самоназвания: qırımtatarlar (дословно «крымтатары») и qırımlar (дословно «крымцы»). В обиходной разговорной речи (но не в официальном контексте) может употребляться в качестве самоназвания и слово tatarlar («татары»).

### Написание прилагательного «крымскотатарский»
Написание прилагательного «крымскотатарский» является дискуссионным. Широко распространены два варианта: слитный — крымскотатарский и дефисный — крымско-татарский. Несмотря на то что официально действующие «Правила русской орфографии и пунктуации» от 1956 года требуют слитного написания слова, существует ряд изданий и словарей, рекомендующих дефисное написание. При этом, на практике, в Крыму и на Украине используется почти исключительно слитное написание, в России — оба варианта, но дефисный чаще. В частности, действующий в России, Казахстане, Белоруссии и Киргизии стандарт ГОСТ 7.75-97 «Коды наименований языков» называет язык крымских татар «крымско-татарским», в то время как литература, издаваемая в Крыму, «крымскотатарским».

## Субэтносы
В составе крымскотатарского народа выделяют три субэтнические группы, сформировавшиеся на южном берегу Крыма, в горно-предгорной части полуострова и в крымской степи.

### Южнобережцы— ялы бойлу

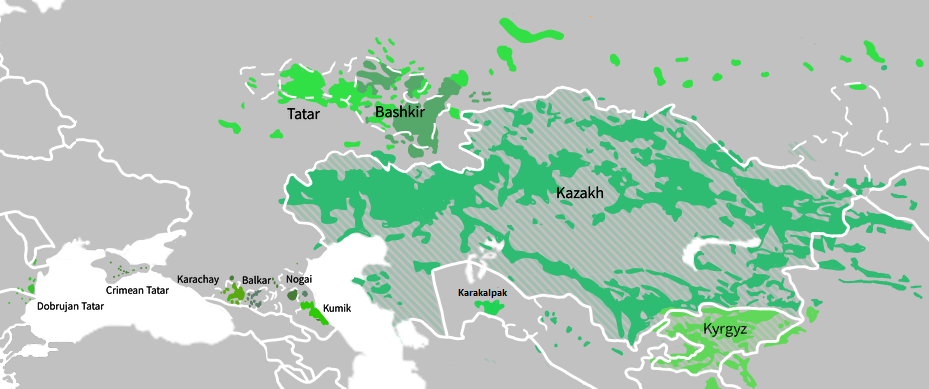
Распространение кыпчакской группы языков, указывающей текущие места проживания ближайших родственников крымских татар

Ялы бойлу (крымскотат. yalı boylu — «живущие вдоль берега», от yalı — берег, boy — длина, протяжённость, -lı — суффикс, образующий от названия местности название человека, проживающего в ней) — уроженцы южного берега Крыма. В этногенезе этой группы основную роль сыграли греки, готы, малоазийские турки и черкесы, а в жителях восточной части Южного берега есть также кровь итальянцев (генуэзцев). У жителей многих деревень Южного берега вплоть до депортации сохранялись элементы христианских обрядов, унаследованных ими от греческих предков. Большинство ялыбойлу приняло ислам в качестве религии достаточно поздно по сравнению с двумя другими субэтносами: так, османская перепись населения 1542 года показывает, что большую часть населения южного берега на тот момент составляли христиане.

### Горцы — таты
Таты (не путать с одноимённым кавказским народом) жили до депортации в горах (крымскотат. dağlar) и предгорьях или средней полосе (крымскотат. orta yolaq), то есть к северу от южнобережцев и к югу от степняков. Этногенез татов — очень сложный и не до конца изученный процесс. В формировании этого субэтноса приняли участие практически все народы и племена, когда-либо жившие в Крыму.

### Степняки — ногаи
Ногаи проживали в степи (крымскотат. çöl) к северу от условной линии Николаевка — Гвардейское — Феодосия. Основное участие в этногенезе этой группы приняли западные кыпчаки (половцы) и восточные кыпчаки. В расовом отношении ногаи — европеоиды с элементами монголоидности (~10 %).

## Крымскотатарский язык
Крымскотатарский язык является родным языком для 92 % живущих в Крыму крымских татар, остальные говорят с детства преимущественно на русском. Почти все крымские татары в Крыму — билингвы, так как 86 % владеет русским и 20 % — украинским языками. Подавляющее большинство крымских татар, живущих в Румынии и Болгарии, свободно владеют языками этих стран, а значительная часть — также и турецким языком. В Турции все крымские татары владеют турецким языком, многие — только турецким.
Каждая из трёх субэтнических групп крымских татар имеет свой диалект. Из-за разного этногенеза субэтносов диалекты крымскотатарского языка заметно отличаются друг от друга. Так, южнобережный диалект входит (вместе с турецким, азербайджанским, гагаузским языками) в огузскую группу тюркских языков, степной диалект (вместе с карачаево-балкарским, кумыкским, татарским, казахским языками) — в кыпчакскую группу, а средний диалект является промежуточным между южнобережным и степным: кыпчакский в своей основе потомок половецкого языка, подвергшийся сильному огузскому влиянию.
Наиболее близкими к крымскотатарскому языку из кыпчакской группы являются кумыкский и карачаево-балкарский языки (а также сформировавшиеся в Крыму языки караимов, крымчаков и урумов, часто считающиеся этнолектами крымскотатарского), а из огузской группы — турецкий язык. Крымскотатарский и татарский языки являются родственными и относятся к кыпчакской группе тюркских языков, однако не являются внутри этой группы ближайшими родственниками. Из-за достаточно сильно отличающейся фонетики (в первую очередь из-за присущего татарскому языку вокализма — т. н. «поволжского перебоя гласных») крымские татары понимают на слух лишь отдельные слова и словосочетания в татарской речи, и наоборот, примерно так же, как русские без подготовки воспринимают на слух только часть украинской речи.
Современный литературный крымскотатарский язык основан на среднем диалекте.
В конце XIX века Исмаилом Гаспринским была предпринята попытка создания на основе крымскотатарского южнобережного диалекта — наиболее близкого к турецкому языку — единого литературного языка для всех тюркских народов Российской империи (в том числе и татар Поволжья), а в перспективе и всех тюркских народов, однако серьёзного успеха в России это начинание не имело, но было использовано кемалистами при создании современного турецкого языка.

## Этногенез
Крымские татары сформировались как народ в Крыму в XIII—XVII веках. Историческим ядром крымскотатарского этноса являются тюркские племена, осевшие в Крыму. Особое место в этногенезе крымских татар принадлежит половцам, которые, смешавшись с местными потомками гуннов, хазар, печенегов, а также представителями дотюркского населения Крыма, составили вместе с ними этническую основу крымских татар, караимов, крымчаков. Антропологически 80 % крымских татар относятся к европеоидной расе, кроме степных крымских татар (ногаев), которые имеют европеоидно-монголоидные черты лица.

### Формирование крымскотатарского этноса на основе половецкой языковой культуры
Основные этносы, населявшие Крым в древности и средневековье, — тавры, скифы, сарматы, аланы, булгары, греки, крымские готы, хазары, печенеги, половцы, итальянцы, малоазийские турки. На протяжении веков вновь приходившие в Крым народы ассимилировали живших здесь до их прихода или сами ассимилировались в их среде.
К концу XV века были созданы основные предпосылки, приведшие к формированию самостоятельного крымскотатарского этноса: в Крыму установилось политическое господство Крымского ханства и Османской империи, тюркские языки (половецко-кыпчакский на территории ханства и османский в османских владениях) стали доминирующими, а ислам приобрёл статус государственной религии на всей территории полуострова. В результате преобладания получившего имя «татары» половецкоязычного населения и исламской религии начались процессы ассимиляции и консолидации пёстрого этнического конгломерата, которые привели к появлению крымскотатарского народа. В течение нескольких столетий сложился крымскотатарский язык на основе половецкого языка с заметным огузским влиянием.

### Различное генетическое происхождение субэтнических групп крымских татар
Большая часть современных работ по генфонду крымских татар связана с работами и экспедициями Анастасии Агджоян.
По данным исследователей, генофонд крымских татар крайне разнообразен, в нём отсутствует доминирующий вариант (гаплогруппа) Y-хромосомы. Самыми часто встречающимися гаплогруппами являются: R1a1a-M198, J2-M172, R1b-M343, G2a3b1-P303, E1b1b1-M35.1, однако они суммарно охватывают 67 % генетического разнообразия, представленного большим количеством других гаплогрупп. С частотой менее 5 % встречаются гаплогруппы C3-M172, G1-M85, I2a1-P37J1-M267, J2b-M12, L-M11, N1a1-M178, O3-M122, Q-M242, T1-M70 и другие.
Степной субэтнос крымских татар генетически приближен к народам Евразийской степи и Приуралья (наличие в генофонде гаплогрупп C-M130, Q-M242, L-M11, O3-M122 характерных для тюркского и монголоидного населения степей Евразии). Генофонд горных и южнобережных крымских татар сходен с популяциями Восточного Средиземноморья (это отражает связь крымскотатарского народа со средиземноморскими народами, основавшими свои колонии в Крыму в начале нашей эры). Это указывает на то, что генетически крымские татары сложились из двух «пластов»: привнесённого в Крым в результате античных миграций «средиземноморского» компонента и привнесённого средневековыми миграциями «евразийского степного» компонента.
Генетически самым близким среди тюрков (генетическое расстояние d=0,13) к крымским татарам являются балкарцы (при этом родственные балкарцам карачаевцы удалены от крымских татар на генетическое расстояние d=0,31, что даже больше генетического расстояния от крымских татар до южносибирских алтайцев — d=0,30), вторым среди тюрков (генетическое расстояние d=~0,20) являются караногайцы, третьими — турки (генетическое расстояние d=0,22), а четвёртым среди тюрков (генетическое расстояние d=0,25) ногайцы в целом.

## История

### Крымское ханство

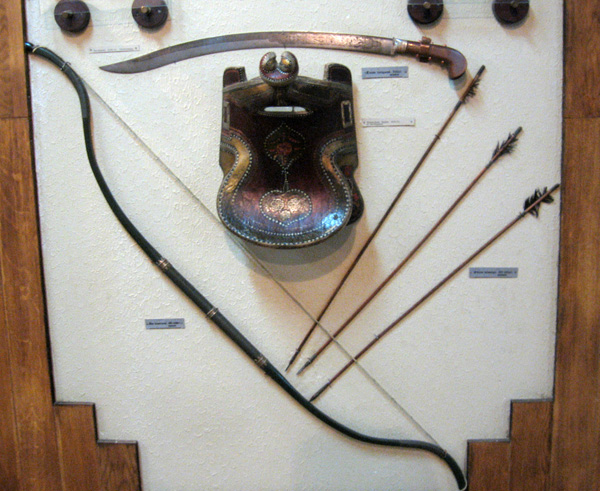
Оружие крымских татар XVI—XVII веков

Окончательно процесс формирования крымскотатарского этноса завершился в период Крымского ханства (середина XV — конец XVIII веков).
На протяжении большей части своей истории Крымское ханство находилось в вассальной зависимости от Османской империи и было её союзником. Главный из сохранившихся архитектурных памятников того времени — ханский дворец в Бахчисарае.
С начала XVI века Крымское ханство вело постоянные войны с соседями — Русским государством и Речью Посполитой, что сопровождалось захватом большого количества пленников из числа мирного русского, украинского и польского населения. Захваченные в рабство продавались на крымских невольничьих рынках, среди которых наиболее крупным являлся рынок в городе Кафа (современная Феодосия), в Турцию, Аравию, на Ближний Восток.
Постоянная угроза набегов Крымского ханства способствовала формированию казачества, выполнявшего сторожевые и дозорные функции на пограничных территориях Русского государства и Речи Посполитой, соседствующих с Диким Полем.
Русский историк Василий Ключевский писал: «В продолжение XVI в. из года в год тысячи пограничного населения пропадали для страны, а десятки тысяч лучшего народа страны выступали на южную границу, чтобы прикрыть от плена и разорения обывателей центральных областей. Если представить себе, сколько времени и сил материальных и духовных гибло в этой однообразной и грубой, мучительной погоне за лукавым степным хищником, едва ли кто спросит, что делали люди Восточной Европы, когда Европа Западная достигала своих успехов в промышленности и торговле, в общежитии, в науках и искусствах».

### Присоединение Крыма к Российской империи

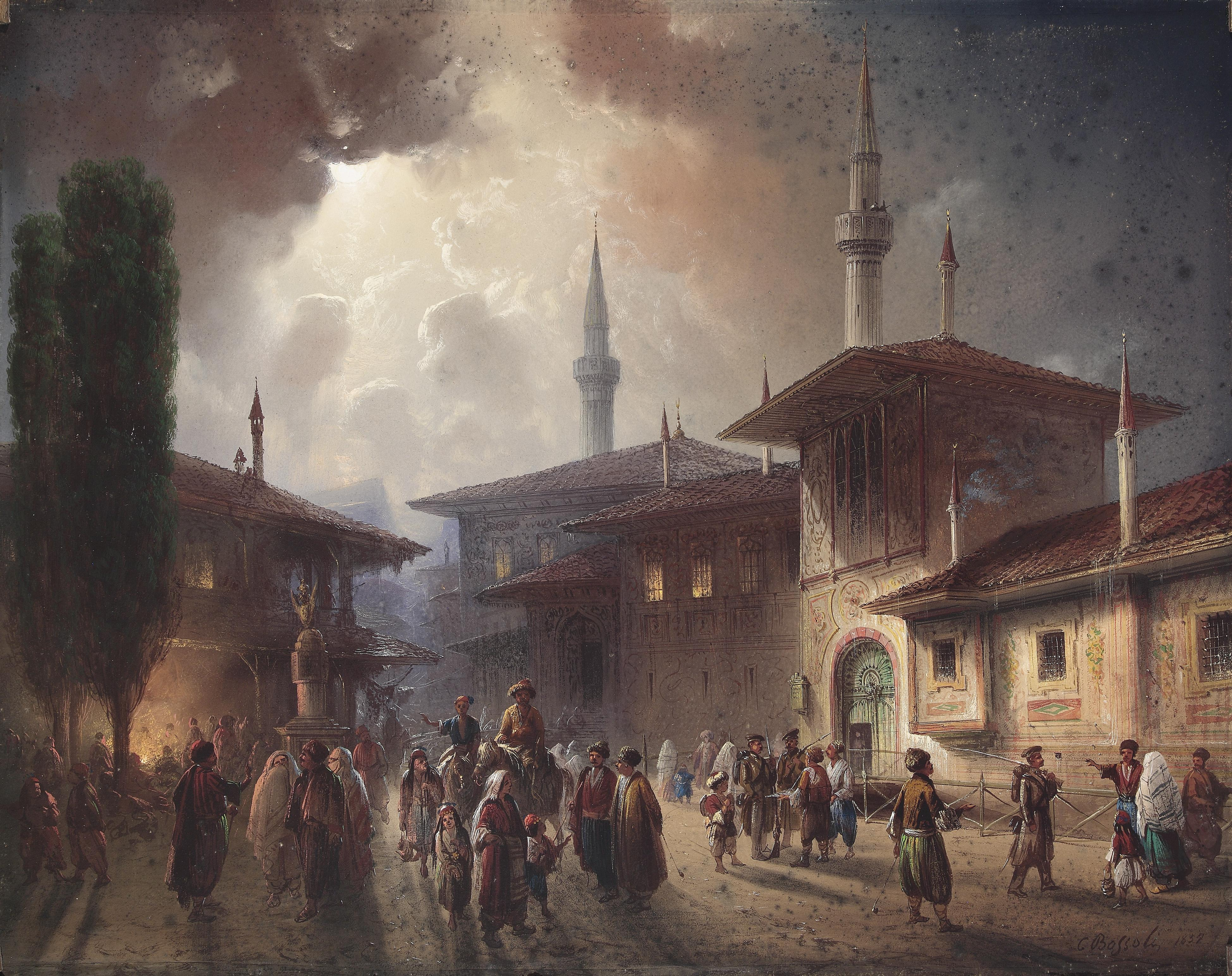
Дворец крымского хана в Бахчисарае, 1857 год

В 1736 году русские войска во главе с фельдмаршалом Христофором (Кристофом) Минихом сожгли Бахчисарай и опустошили предгорный Крым. В 1774 году был заключён Кючук-Кайнарджийский договор, по которому Крымское ханство становилось независимым от Османской империи. Признана на вечные времена независимость Крымского ханства и невмешательство в его дела как России, так и Турции.
В 1783 году Крымское ханство был завоёвано Россией.
В то же время политика российской имперской администрации характеризовалась определённой гибкостью. Российское правительство сделало своей опорой правящие круги Крыма: всё крымскотатарское духовенство и местная феодальная аристократия были приравнены к российской аристократии с сохранением всех прав.

### Крымские татары в Российской империи

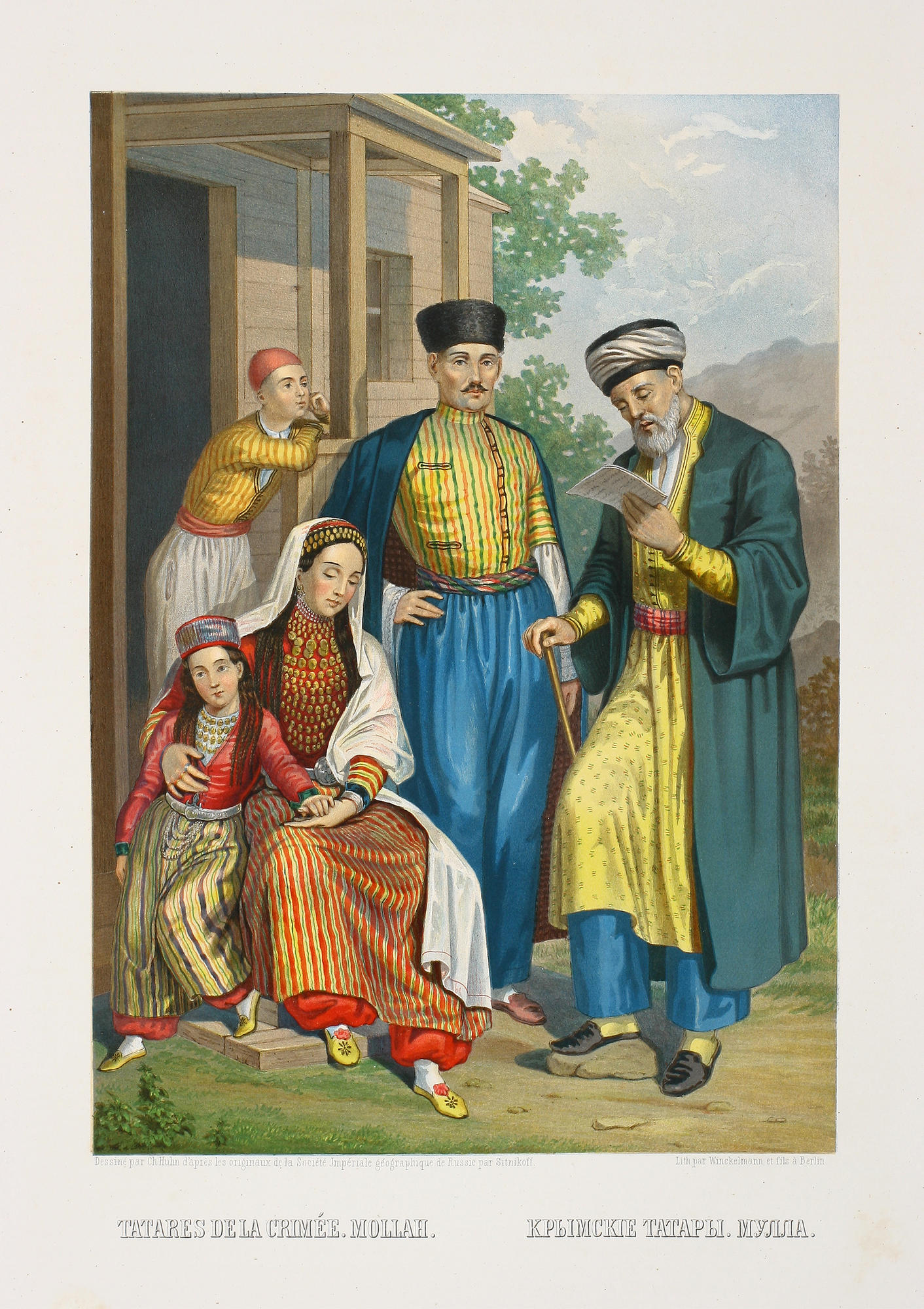
Крымские татары. Мулла (Густав-Теодор Паули. «Этнографическое описание народов России», СПб. 1862)

После присоединения Крыма к Российской империи значительная часть крымских татар покинула полуостров и переселилась в Османскую империю. Первая волна эмиграции крымских татар пришлись на 1790-е годы. По данным исследователей конца XIX века Ф. Лашкова и К. Германа, население полуостровной части Крымского ханства к 1770-м годам составляло примерно 500 тыс. человек, 92 % которых составляли крымские татары. Первая российская перепись 1793 года зафиксировала в Крыму 127,8 тыс. человек населения, в том числе 87,8 % крымских татар. Таким образом, из Крыма эмигрировала большая часть татар, по разным данным составлявшая до половины населения (из турецких данных известно о 250 тыс. крымских татар, поселившихся в конце XVIII в. в Турции, в основном в Румелии). 
В первой половине XIX века происходило обезземеливание основной массы крымско-татарского населения. Если в начале XIX века, в руках татарских крестьян находилось более 600 тыс. десятин земли, что составляло 30% всего земельного фонда Крыма, то к середине века размеры этих земель сократились вдвое, хотя численность татарского населения в этот период увеличилось со 140 до 240 тысяч человек. В начале XX века у татарских поселян осталось 140 тыс. десятин.
После окончания Крымской войны, произошла вторая волна переселения татар в Турцию. В 1850—1860-е годы, из Крыма эмигрировало около 200 тыс. крымских татар и ногайцев.
Именно их потомки сейчас составляют крымскотатарскую диаспору в Турции, Болгарии и Румынии. Общее число граждан Турции, чьи предки в разное время эмигрировали из Крыма, оценивается в Турции в 5-6 млн человек. Однако крымскотатарской диаспорой их можно считать условно, так как большая часть этих людей ассимилировалась и считает себя не крымскими татарами, а турками крымского происхождения.
К концу XIX века крымские татары перестали быть этническим большинством в Крыму. По итогам переписи 1897 года их доля в населении полуострова составила 35,6%. В целом с конца XVIII века до революции 1917 года, крымские татары из абсолютно преобладавшего населения стали этническим меньшинством (28,7%), а русские — большинством (41,2%). В Крыму сформировалась русская этническая территория, потеснившая татарскую.

### Светский пантюркизм Исмаила Гаспринского

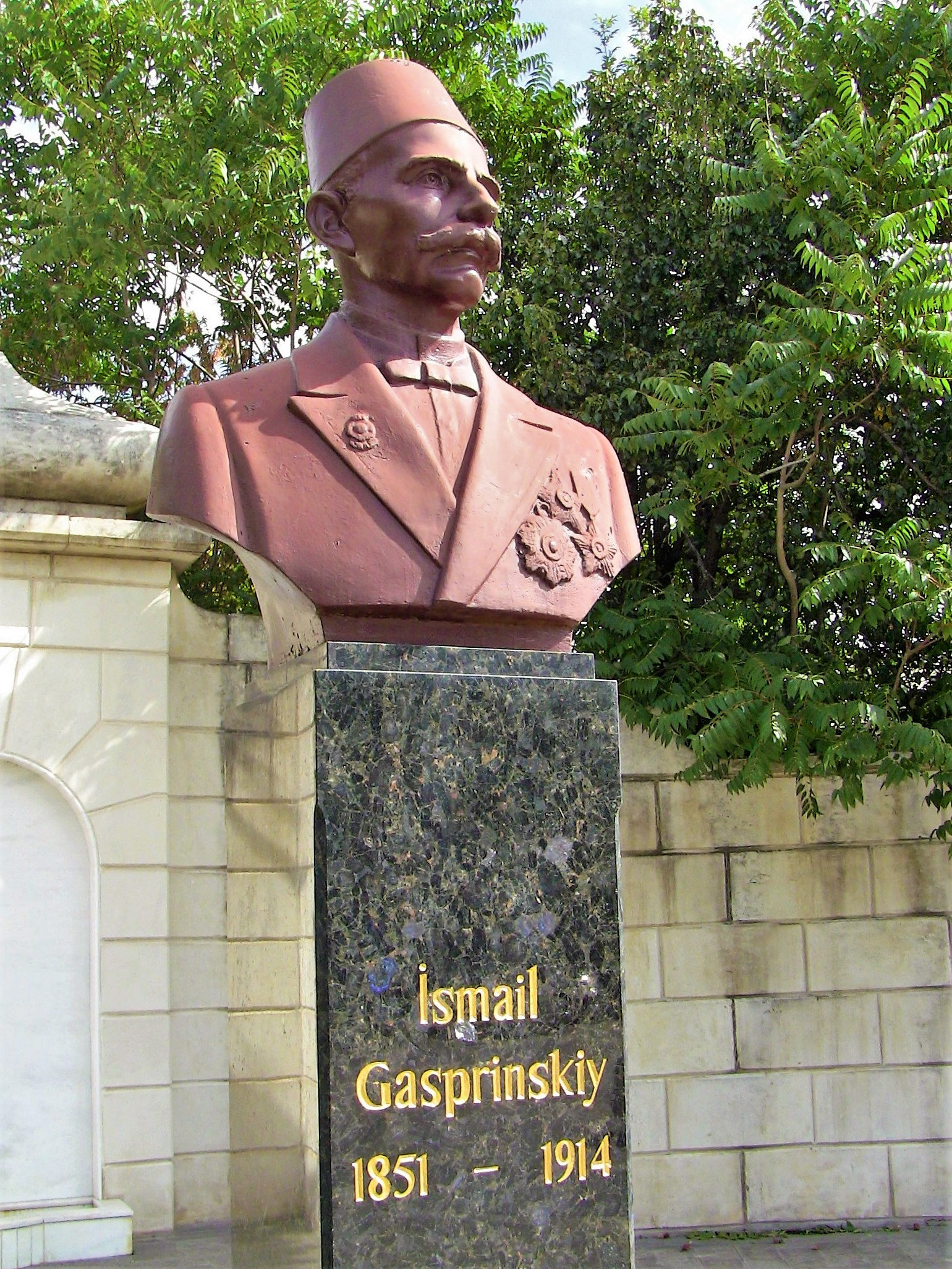
Памятник Исмаилу Гаспринскому

Огромное влияние не только на крымских татар, а на все тюркские народы оказал Исмаил Гаспринский, фактически ставший одним из основоположников идеологии пантюркизма, джадидизма. Работая над созданием общетюркского языка, он заложил основу современного турецкого языка, что впоследствии стало теоретическим основанием кемализма, определившего современный облик Турции.
Джадидизм Исмаила Гаспринского противостоял религиозному догматизму и фанатизму, в его основу закладывались европейские ценности просвещения, равенства прав женщин, использование достижений науки и прогресса. Разработанная Исмаилом Гаспринским система школьного образования была реализована как в некоторых российских регионах со значительным тюркским населением: Татарстане, Башкортостане, так и в других государствах Казахстане, Туркменистане, Таджикистане, Узбекистане, Киргизии, Азербайджане и Турции.
Будучи пантюркистом и даже скорее глобалистом, Исмаил Гаспринский выступал против национализма и за сотрудничество народов, придерживался позиции «согласия народов», в том числе с русскими: «Самый многочисленный и главный народ России — русские — одарены весьма редким и счастливым характером мирно и дружно жить со всякими другими племенами. Зависть, враждебность, недоброжелательство к инородцам не в характере обыкновенного русского человека. Это хорошая черта, несомненный залог величия и спокойствия России…».
Положение о союзе тюркских народов под эгидой Российской империи Гаспринский выводил не только из гуманистических ценностей. Он считал, что Российская империя, поглотившая большую часть Золотой Орды, является в известной степени правопреемником «татарского наследия», поэтому данный союз является гармоничным отражением исторической традиции. Данный подход был весьма популярен в XIX веке и среди русской интеллигенции, в частности Н. С. Трубецкой писал, что власть Москвы для тюркских народов была естественной, так как просто произошла «замена ордынского хана московским царём с перенесением ханской ставки в Москву».

### Гражданская война, Крымская народная республика

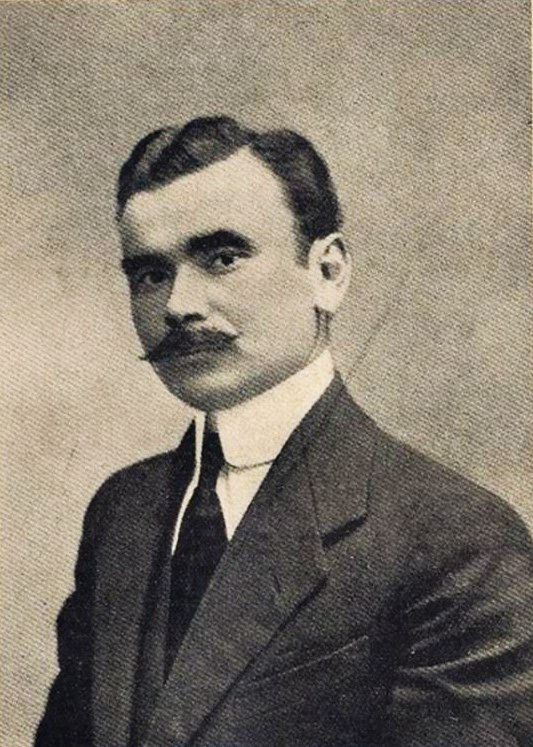
Номан Челебиджихан

Тяжёлым испытанием для крымских татар стала Гражданская война (1917—1922). Интересы крымских татар на протяжении Гражданской войны практически не учитывались ни белыми, ни красными, так как и те, и другие рассматривали Крым исключительно как часть России.
2 октября 1917 года в Крыму была провозглашена Крымская народная республика (КНР) как автономия крымских татар. Центральную роль в этом сыграла партия Милли Фирка под руководством Номана Челебиджихана. 
Пытаясь взять под свой контроль весь полуостров, 11 (24) января 1918 года правительство КНР напало на Севастополь, однако флотский гарнизон в ходе боёв 12 (25) — 13 (26) января нанёс поражение войскам КНР. Развивая успех, 14 (27) января севастопольский красногвардейский отряд и матросы Черноморского флота выбили татарские формирования из Симферополя. Н. Челебиджихан был задержан и 23 февраля был без суда убит революционными матросами, а тело его было брошено в море. Жестокая расправа над интеллигентным и не склонным к насилию Н. Челебиджиханом, который был известен также как поэт и автор гимна крымских татар «Ant etkenmen», потрясла крымскотатарскую интеллигенцию.
С приходом в Крым немецких войск 25 июня 1918 года было образовано Крымское краевое правительство М. А. Сулькевича, которое фактически было правительством подконтрольным оккупационным властям.
В апреле 1919 года части Украинской Красной армии заняли Крым, вытеснив с его территории белогвардейцев и англо-французских интервентов. Была образована Крымская советская социалистическая республика. Победители организовали в Крыму красный террор, направленный против остатков Русской армии Врангеля.

### Крымская АССР

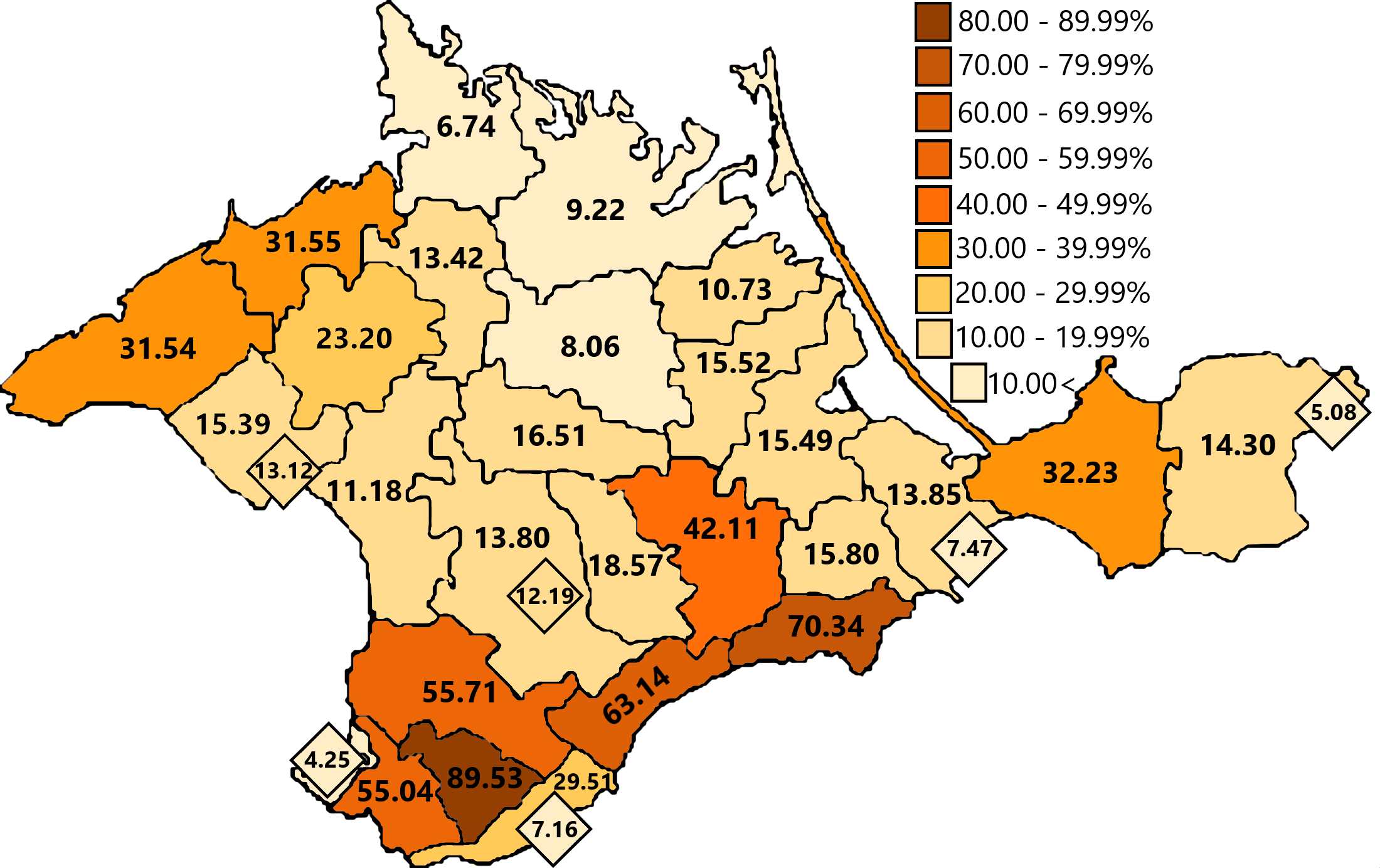
Доля крымских татар в населении районов Крыма по материалам всесоюзной переписи населения 1939 года

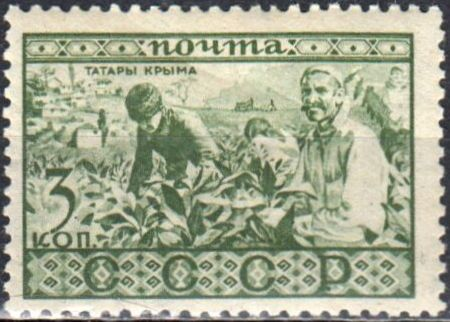
Первая марка СССР о Крыме (1932): Народности СССР. Татары Крыма. Художник В. Завьялов

В 1921 году в составе РСФСР была образована Крымская АССР. В статье «К провозглашению Крымской республики» Народного комиссариата РСФСР по делам национальностей указывалось, что статус автономной республики (а не области) был выбран с учётом интересов крымских татар и как политическая уступка им с целью межнационального и политического компромисса. Конституцией Крымской АССР де-факто создавалась автономия крымских татар, в которой они располагали очень широкими правами. В качестве государственных языков были закреплены татарский и русский, в том числе в вариантах графики герба АССР. Местные законы в ряде случаев имели приоритет над законами РСФСР. По сложившейся в СССР в 1920-е-30-е годы практике образования в местах преобладания той или иной этнической группы национальных районов, несколько районов Крымской АССР, в которых доля крымских татар в населении превышала 50% (Алуштинский, Балаклавский, Бахчисарайский, Куйбышевский, Судакский, Ялтинский), получили статус национальных крымскотатарских.

### Голод 1921 года
Неурожай 1921 года, наряду с последствиями военного разорения сельского хозяйства, вызвал масштабный голод в Крыму. Голод на полуострове продолжался с осени 1921 года до весны 1923 года, то затихая, то вспыхивая с новой силой. С началом массовой гибели людей руководство уже автономной Крымской ССР предприняло серьёзные меры по борьбе с голодом. Именно большая смертность среди крымских татар, которые не вели зернового хозяйства и не имели в массе своей долгохранящихся продуктов, привлекла к проблеме пристальное внимание Москвы, активизировавшую борьбу с бедствием. Это вызвало тревогу в союзном наркомате по делам национальностей. Его представитель прямо заявил о необходимости предотвратить «гибель целой нации». В Крым стало направляться продовольствие из различных регионов страны, из-за рубежа, что снизило остроту голода и спасло от смерти тысячи людей — крымских татар погибло до 76 000. За это время в Крыму от голода умерло около 100 000 человек, или 15 % крымского населения 1921 года. Сельские учителя могли существовать только за счет крестьянского самообложения, на государственном снабжении они не состояли. Поэтому голод, обрушившийся на крестьянство, ещё сильней ударил по педагогам.
Согласно данным переписи 1939 года, крымских татар в Крыму насчитывалось 218 179 человек, то есть 19,4 % населения полуострова.

### Крым под немецкой оккупацией
С середины ноября 1941 по 12 мая 1944 года Крым был оккупирован немецкими войсками.

#### Участие крымских татар в борьбе с нацистами и их союзниками

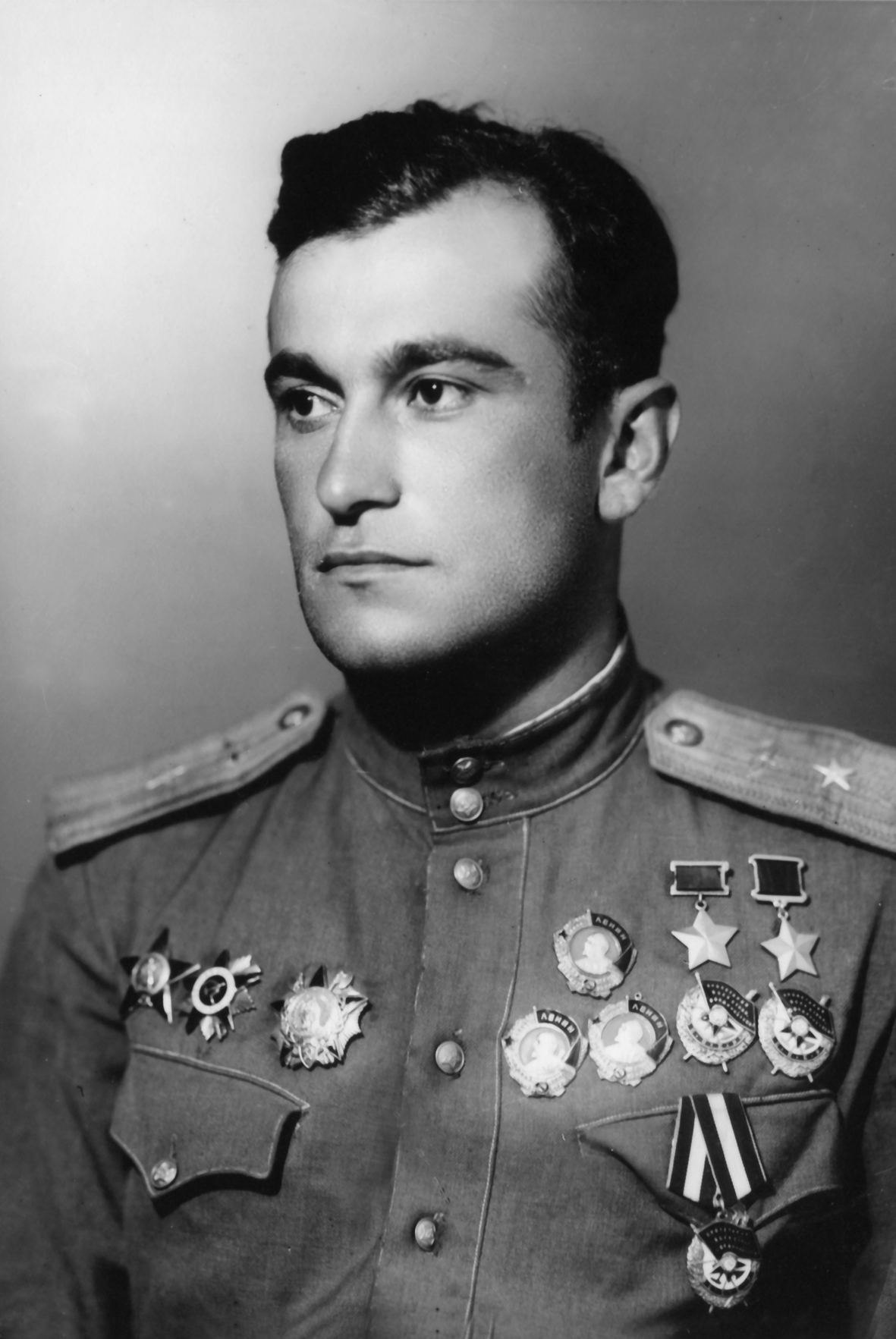
Амет-хан Султан, крымскотатарский лётчик-ас, дважды Герой Советского Союза

В рядах Красной Армии в годы Великой Отечественной войны проходили службу более 35 тысяч крымских татар из Крыма, а всего воевало 60 тысяч крымских татар. Более полутора тысяч крымских татар были офицерами, в том числе 97 женщин. Согласно Национальному движению крымских татар, в Красной Армии воевало 100 638 крымских татар, 16 713 участвовало в партизанском движении и ещё 7 727 участвовало в подпольных организациях, патриотических группах, поддерживало связь и помогало им. Каждый третий из воевавших крымских татар погиб на поле боя. За боевые заслуги в Великой Отечественной войне шестеро крымских татар (Тейфук Абдуль, Узеир Абдураманов, Абдураим Решидов, Фетислям Абилов, Сейтнафе Сейтвелиев, Амет-хан Султан) были удостоены звания Героя Советского Союза, ещё 18 были представлены к званию. Двое (Сеит-Неби Абдураманов и Насибулла Велиляев) стали полными кавалерами ордена Славы.
Известны имена двух генералов из числа крымских татар: Исмаил Булатов и Абляким Гафаров.
1 сентября 2014 года указом президента Российской Федерации В. В. Путина, «за героизм, мужество и отвагу, проявленные в годы Великой Отечественной войны», посмертно присвоено звание Героя Российской Федерации погибшей в начале 1944 года разведчице Алиме Абденановой. В рядах польской Гвардии Людовой сражался бежавший из плена Умер Акмолла Адаманов («Мишка-татар»), посмертно награждённый орденом «Крест Грюнвальда» 3-й степени.
Самым известным летчиком из крымских татар (по матери) и дагестанцев (по отцу) стал Амет-хан Султан, дважды удостоенный звания Героя Советского Союза. Кроме 49 побед в воздухе Амет-хан Султан прославился и воздушным тараном. После войны он стал одним из ведущих лётчиков-испытателей, испытывавшим самолёты Су-7, Су-9 и Ту-16.
Ещё одним известным лётчиком-истребителем Великой Отечественной войны из крымских татар был полковник Эмир Усеин Чалбаш: после войны — лётчик-испытатель I класса, автор мемуаров «Сковать боем! Советские асы против Люфтваффе».

#### Участие крымских татар в коллаборационистских формированиях
Под немецким руководством для борьбы с партизанами в Крыму были созданы вооружённые формирования из местных жителей — отряды самообороны. Партизанским движением была охвачена в основном лесистая горная часть Крыма, большую часть населения которой составляли крымские татары. Коллаборационисты (в том числе и из числа крымских татар), организованные в отряды «местной полиции» Шуцманшафт, также использовались немецкими властями в качестве охранников лагерей смерти. Наиболее известным концлагерем был Красный на территории одноимённого совхоза. Всего на стороне немцев воевало по разным подсчетам до 3,5 тысяч крымских татар. После разгрома крымской группировки вермахта Красной Армией остатки вооружённых крымскотатарских коллаборационистов были выведены из Крыма вместе с немецкими войсками, и из них был образован Татарский горно-егерский полк СС.

### Депортация

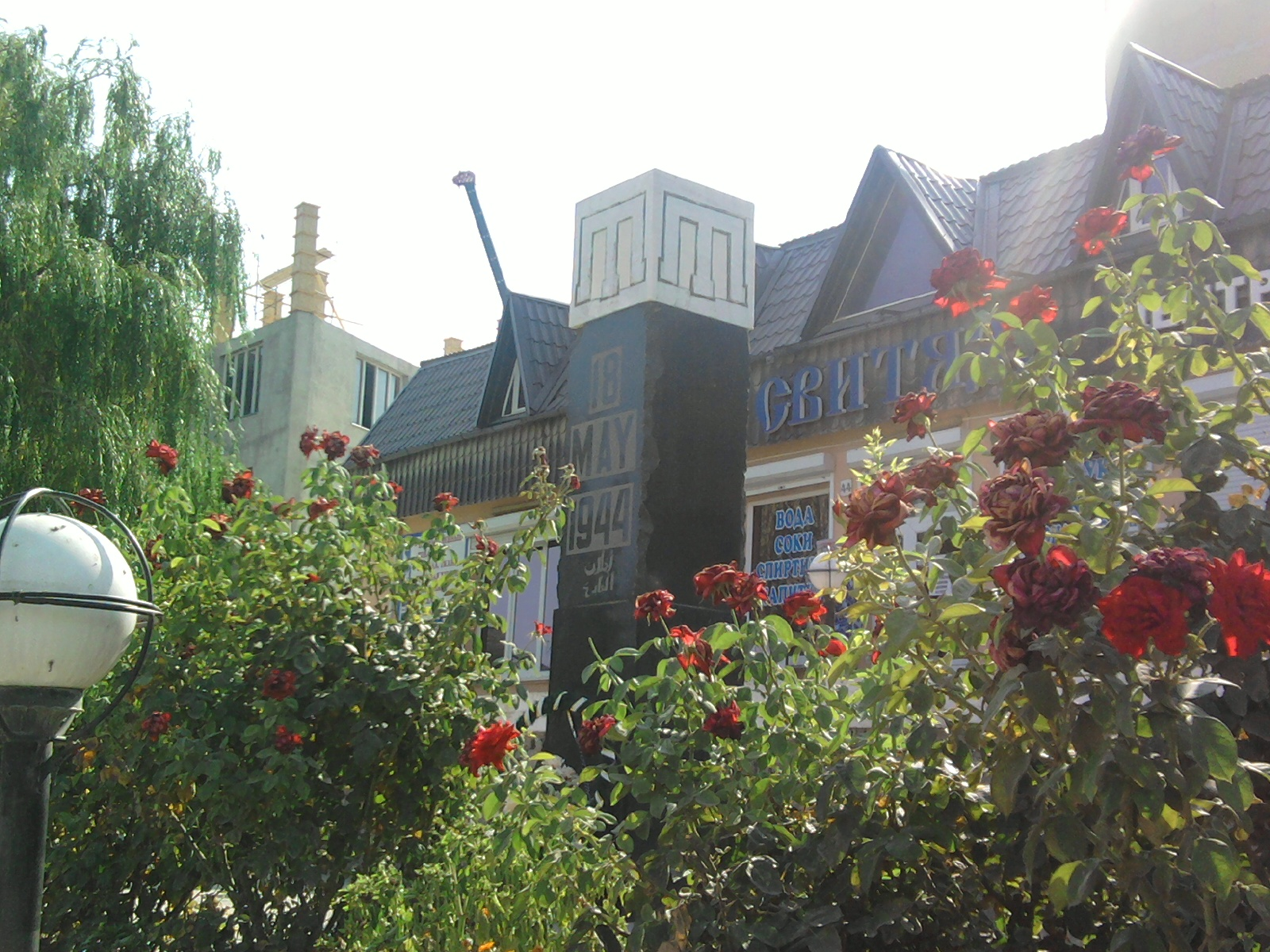
Памятник жертвам депортации крымских татар в городе Судаке

Обвинение в сотрудничестве с оккупантами крымских татар и других народов Крыма стало поводом для выселения их из Крыма в соответствии с Постановлением ГКО СССР № ГОКО-5859 от 11 мая 1944 года. 18-20 мая 1944 года прошла операция по депортации крымских татар, в июне — других крымских народов.
Официально основанием для высылки было объявлено также массовое дезертирство крымских татар из рядов Красной Армии в 1941 году (называлось число около 20 тыс. человек), хороший приём немецких войск и активное участие крымских татар в соединениях германской армии, «СД», полиции, жандармерии, аппарате тюрем и лагерей.
Всего из Крыма было выселено по официальным данным 183 155 крымских татар; по данным Национального движения крымских татар, занимавшегося сбором информации и проведением самопереписей в 60-х и 70-х годах, — 423 100 человек (89,2 % женщины и дети), из которых за первые полтора года умерло около 110 000 или 195 471 человек (46, 2 % от всех депортированных крымских татар).
В течение 12 лет до 1956 года, крымские татары имели статус спецпереселенцев, подразумевавший различные ограничения в правах, в частности запрет самовольно покидать район спецпоселения. Самовольный выезд с района спецпоселения, приравниваемый к побегу, карался 25 годами каторги. Все спецпереселенцы были поставлены на учёт и были обязаны регистрироваться в комендатурах.

### Демография и влияние на неё депортаций и голода
Тем не менее основное количество крымских татар погибли не от депортации, а во время масштабного голода в СССР 1946—1947 годов, во время которого погибло по оценке М.Эллмана около 1,5 миллиона человек, из которых до 16 тысяч крымских татар. Хотя в общем числе граждан СССР погибших от голода крымских татар было невелико, но для небольшого народа это были колоссальные потери. Оценки числа погибших в этот период сильно разнятся: от 15—25 %, по оценкам различных советских официальных органов, до 46 %, по оценкам активистов крымскотатарского движения, собиравших в 1960-е годы сведения о погибших. Так, по данным ОСП УзССР, только «за 6 месяцев 1944 года, то есть с момента прибытия в УзССР и до конца года, умерло 16 052 чел. (10,6 %)».

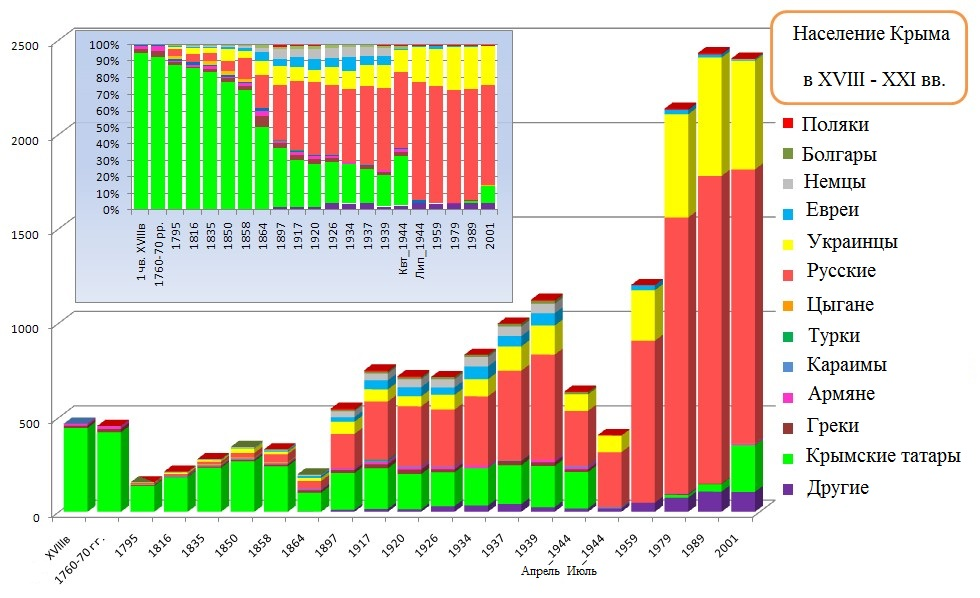
Изменение этнического состава населения Крыма

В послевоенных переписях населения СССР (1959, 1970, 1979 гг.) после депортации крымские татары не фигурируют. В переписи населения 1989 года численность крымских татар в СССР зафикирована как 271 715 чел.

### Возвращение в Крым
28 апреля 1956 года Президиум Верховного Совета СССР издал указ «О снятии ограничений по спецпоселению с крымских татар, балкарцев, турок — граждан СССР, курдов, хемшилов и членов их семей, выселенных в период Великой Отечественной войны». Этот указ уравнял крымских татар, которые с 1944 по 1956 годы имели статус спецпереселенцев, в правах с остальными советскими гражданами, однако запрещал им возвращаться в Крым. В указе говорилось, что «снятие ограничений по спецпоселению с лиц, перечисленных в статье первой настоящего Указа, не влечет за собой возвращение им имущества, конфискованного при выселении, и что они не имеют права возвращаться в места, откуда были выселены».
5 сентября 1967 года был издан Указ Президиума Верховного Совета СССР «О гражданах татарской национальности, проживавших в Крыму». Указ был опубликован в местной печати и в официальном издании «Ведомости Верховного Совета СССР». В преамбуле документа говорилось, что «после освобождения в 1944 году Крыма от фашистской оккупации факты активного сотрудничества с немецкими захватчиками определённой части проживавших в Крыму татар были необоснованно отнесены ко всему татарскому населению Крыма <…>». Указ отменил решения государственных органов в части, содержавшей огульные обвинения в отношении «граждан татарской национальности, проживавших в Крыму», но в то же время в нём утверждалось, что они «укоренились на территории Узбекской и других союзных республик».
В 1960-е — 1970-е годы в Крыму было много случаев выселения крымских татар, пытавшихся переехать на родину самостоятельно. Правовой основой для этого был запрет на прописку лиц, не имеющих работы, и запрет на приём на работу лиц, не имеющих прописки. В отношении переселявшихся в Крым людей других национальностей на несоблюдение этих правил власти смотрели сквозь пальцы. Однако небольшому количеству семей всё же удалось закрепиться в Крыму. В те же годы значительное число крымских татар переселилось из Узбекистана в приграничные с Крымом районы Краснодарского края РСФСР и Херсонской области УССР.

11 июля 1990 года Совет министров СССР принял Постановление № 666 «О первоочередных мерах по решению вопросов, связанных с возвращением крымских татар в Крымскую область».

Доля крымских татар в населении районов Крыма по данным всеукраинской переписи населения 2001 года

1 октября 1990 в Крыму, впервые после выселения крымскотатарского народа 18 мая
1944 года был образован единственный государственный орган крымских татар — Комитет
по восстановлению прав крымскотатарского народа и организованного возвращения на
родину в Крым", в дальнейшем руководство Крымской области переименовало его в
«Комитет по делам депортированных народов». Учитывая, что НДКТ подготовило
концепцию организаванного государственного возвращения, восстановления прав
крымскотатарского народа, естественно формирование этого органа было поручено
национальному движению во главе с Юрием Бекировичем Османовым
Массовое возвращение стихийно началось в 1989 году, и к началу 2000-х годов в Крыму проживало около 250 тыс. крымских татар (243 433 чел. по всеукраинской переписи 2001 года), из них в Симферополе — свыше 25 тыс., в Симферопольском районе — свыше 33 тыс., или свыше 22 % населения района. При этом значительная часть переехавших в Крым крымских татар не смогла вернуться в районы, откуда они или их родители были выселены в 1944 году. Если до депортации крымские татары составляли большинство населения в горах и на Южном берегу Крыма и меньшинство в степных районах на севере полуострова, то после возвращения многие репатрианты не смогли получить земельные участки или купить жильё в регионах, откуда были выселены, и вынуждены были обустраиваться в сёлах степного Крыма (см. карты с долей крымских татар в населении районов Крыма в 1939 и 2001 годах).

### Крымские татары на Украине после распада СССР (1991—2013)
В 1991 году, через два года после начала массового возвращения крымских татар на Родину, был созван национальный съезд, Курултай крымскотатарского народа, который сформировал из своих депутатов Меджлис крымскотатарского народа как «высший полномочный представительный орган крымскотатарского народа» в период между сессиями Курултая. В связи с тем, что меджлис фактически дублировал функции государственных органов Украины в Крыму, он не признавался центральной властью даже как общественная организация до 2014 года, когда Украина утратила контроль над Крымом.
Главным политическим конкурентом меджлиса изначально было НДКТ во главе с Юрием Османовым, а потом им стала возрождённая в 2006 году общественная организация «Милли Фирка». С 2011 года отношения между «Милли Фирка» и меджлисом стали откровенно враждебными, поскольку, по мнению руководителей этой организации, Мустафа Джемилев и Рефат Чубаров узурпировали власть и монополизировали представительство интересов крымских татар. С 2011 года «Милли Фирка» вступила в конфликт и с правительством Украины, требуя принятия закона о реабилитации крымских татар.

### Самозахват земли в Крыму крымскими татарами

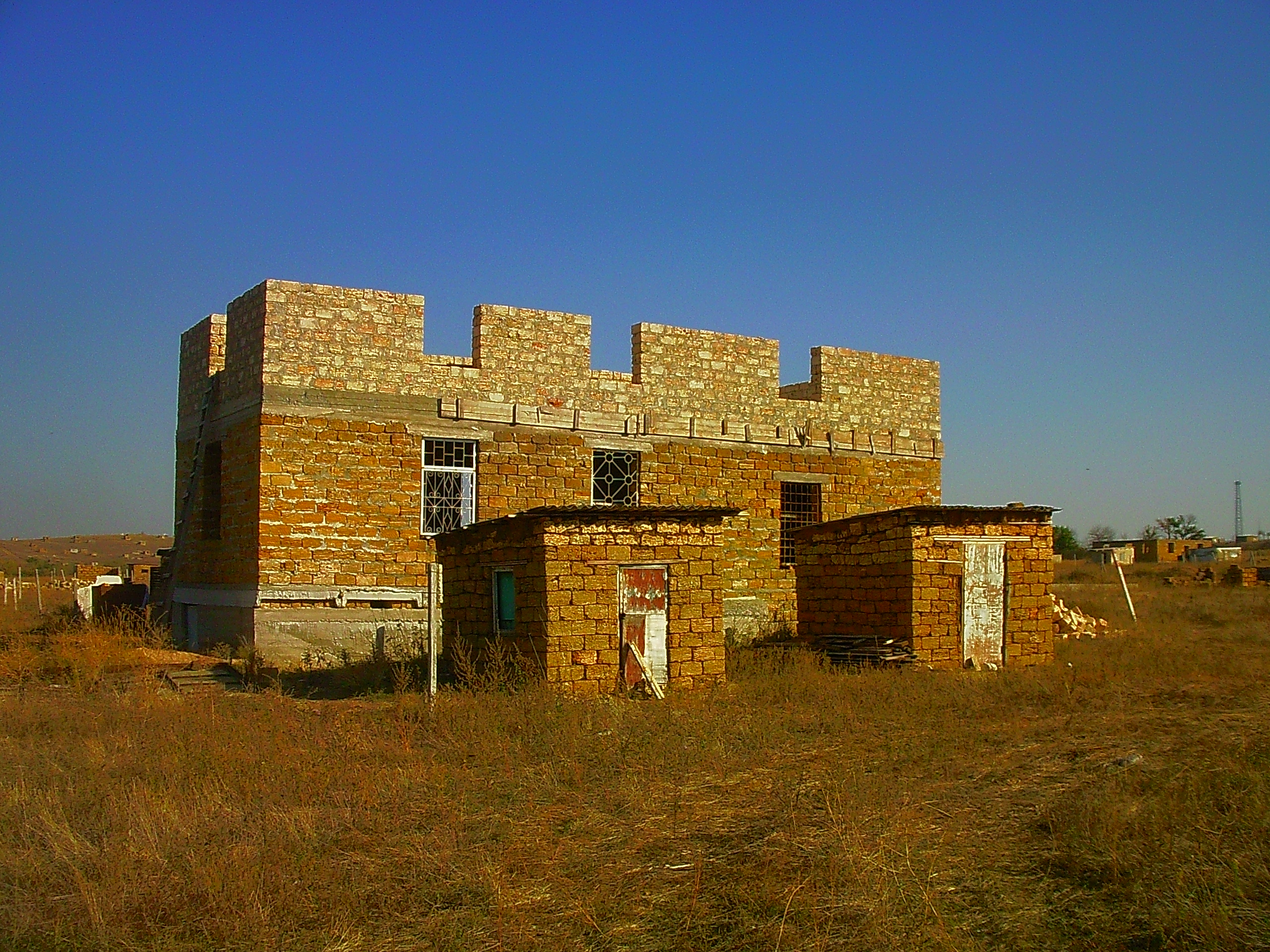
Самозахват в Симферополе

При возвращении в Крым для многих крымских татар остро встал вопрос о земле, поскольку земельные участки, принадлежавшие ранее их предкам, уже давно перешли в собственность других юридических и физических лиц. Это создало в середине 2000-х годов проблему массового самозахвата земельных участков (так называемых «полян протеста», которые захлестнули Южный берег Крыма, Симферополь и его окраины). Меджлис воспользовался стихийными протестами и возглавил их. Рефат Чубаров, в то время занимавший пост заместителя главы меджлиса, заявил, что народ и дальше будет захватывать землю, поскольку власть Крыма для решения земельного вопроса ничего не делает: «Мы будем и дальше давить на власть, которая не хочет вести честный диалог по поводу земли в Крыму…»
В 2004 году тогда ещё будущий президент Украины Виктор Ющенко официально поддержал меджлис и даже заявил, что решит земельный вопрос, чем гарантировал себе поддержку крымскотатарского народа на выборах. Однако в 2007 году президент Ющенко подписал поправки в Уголовный кодекс Украины, согласно которым самовольный захват земли стал уголовно наказуемым деянием. К этому времени примерная площадь земель под «самозахватами» оценивалась в 1600 гектаров. Периодически власти Крыма пытались освободить «поляны протеста», что перерастало в конфликты с привлечением бойцов спецподразделения «Беркут», внутренних войск и даже бронетехники. В ходе разгона незаконных поселенцев силовики активно применяли спецсредства — дымовые гранаты, резиновые пули и дубинки.
Ожесточённые столкновения между силовиками и крымскими татарами в ноябре 2007 года произошли на плато Ай-Петри. Решение суда о сносе всех самовольных строений исполняли бойцы спецподразделения «Беркут». Это привело к столкновениям, в результате которых пострадали три человека среди крымских татар.
Существенным аспектом общественной жизни Крыма после возвращения крымских татар и возрождения мусульманской общины стали отношения между мусульманской и православной конфессиями, которые поначалу складывались достаточно толерантно. Муфтий мусульман Крыма С. Ибрагимов и архиепископ Симферопольский и Крымский Лазарь стали сопредседателями созданного в ноябре 1992 года Межконфессионального совета «Мир — дар Божий», основной целью которого провозглашалась «…координация межконфессионального диалога в Крыму». Однако после смены руководства муфтията, произошедшей в 1995 году, в Крыму появились первые признаки обострения межконфессиональных отношений, вызванные в первую очередь политизацией деятельности Духовного управления мусульман Крыма. Это привело к конфликтам между православным и мусульманским сообществами, а также между органами государственной власти и мусульманскими религиозными организациями.
Межконфессиональные отношения обострились в связи с подготовкой в Крыму к празднованию 2000-летия Рождества Христова. Симферопольская и Крымская епархия организовала массовые акции по установке поклонных крестов около населённых пунктов и на главных автомагистралях. Несмотря на то, что массовая установка крестов и плакатов с надписями «Крым — колыбель православия» негативно воспринималась мусульманским населением, эта акция продолжилась в одностороннем порядке, без предполагавшегося «межконфессионального диалога». Ответом мусульманской общины на эти действия стали так называемые «крестоповалы», которые привели к резкому обострению мусульманско-православных отношений. Для законодательного урегулирования межконфессионального конфликта правительством Крыма в феврале 2001 года было принято постановление «О некоторых мерах по стабилизации межконфессиональных отношений в Автономной Республике Крым», вносившее существенные изменения в правила строительства или размещения объектов культового назначения. В знак протеста против бездействия Межконфессионального совета «Мир — дар Божий» муфтий Крыма Эмирали Аблаев приостановил членство ДУМК в этом органе, что впоследствии дало основания говорить о кризисе в православно-мусульманских взаимоотношениях в Крыму. Тем временем попытки установки поклонных крестов продолжились. Инциденты, сопровождавшие эти акции, к счастью, не вылились в серьёзные межконфессиональные конфликты, однако способствовали ксенофобским и исламофобским проявлениям.
При Викторе Януковиче в Совете представителей крымскотатарского народа при президенте Украины меджлису отвели менее половины мест, при этом часть членов Совета представляли «Милли Фирка». В крымских органах власти члены меджлиса были заменены на лояльных новому украинскому руководству. В итоге меджлис бойкотировал деятельность Совета, который возглавил член Партии регионов Лентун Безазиев (его заместителем стал председатель «Милли Фирка» Васви Абдураимов). В результате введения нового избирательного законодательства крымские татары оказались представлены в украинском парламенте лишь одним депутатом. В 2013 году прошли первые прямые выборы в Курултай, в которых приняли участие более половины крымских татар.
В 2011 году, после семи лет споров и судебных тяжб, сопровождавшихся организованной крымским муфтиятом бессрочной акцией протеста и коллективными жалобами в адрес органов власти от недовольных местных жителей, Духовному управлению мусульман Крыма был выделен в Симферополе участок под строительство Соборной мечети (Джума Джами), которой одновременно смогут пользоваться до 4 тысяч молящихся. Строительство самого большого исламского культового сооружения в Крыму началось в сентябре 2015 года, уже после того, как Крым вошёл в состав России.
Ввиду противодействия крымских властей закон 2012 года о региональных языках так и не был распространен на крымскотатарский язык. В Крыму работало 15 школ с крымскотатарским языком обучения (крымскотатарская общественность заявляла о необходимости иметь 75-80 таких школ; несмотря на то, что крымские татары, согласно официальной статистике, составляли 13,6 % крымского населения, лишь 3 % школьников обучались на крымскотатарском языке (ещё 6 % изучали его факультативно).

## Религия и её значение в этногенезе крымских татар

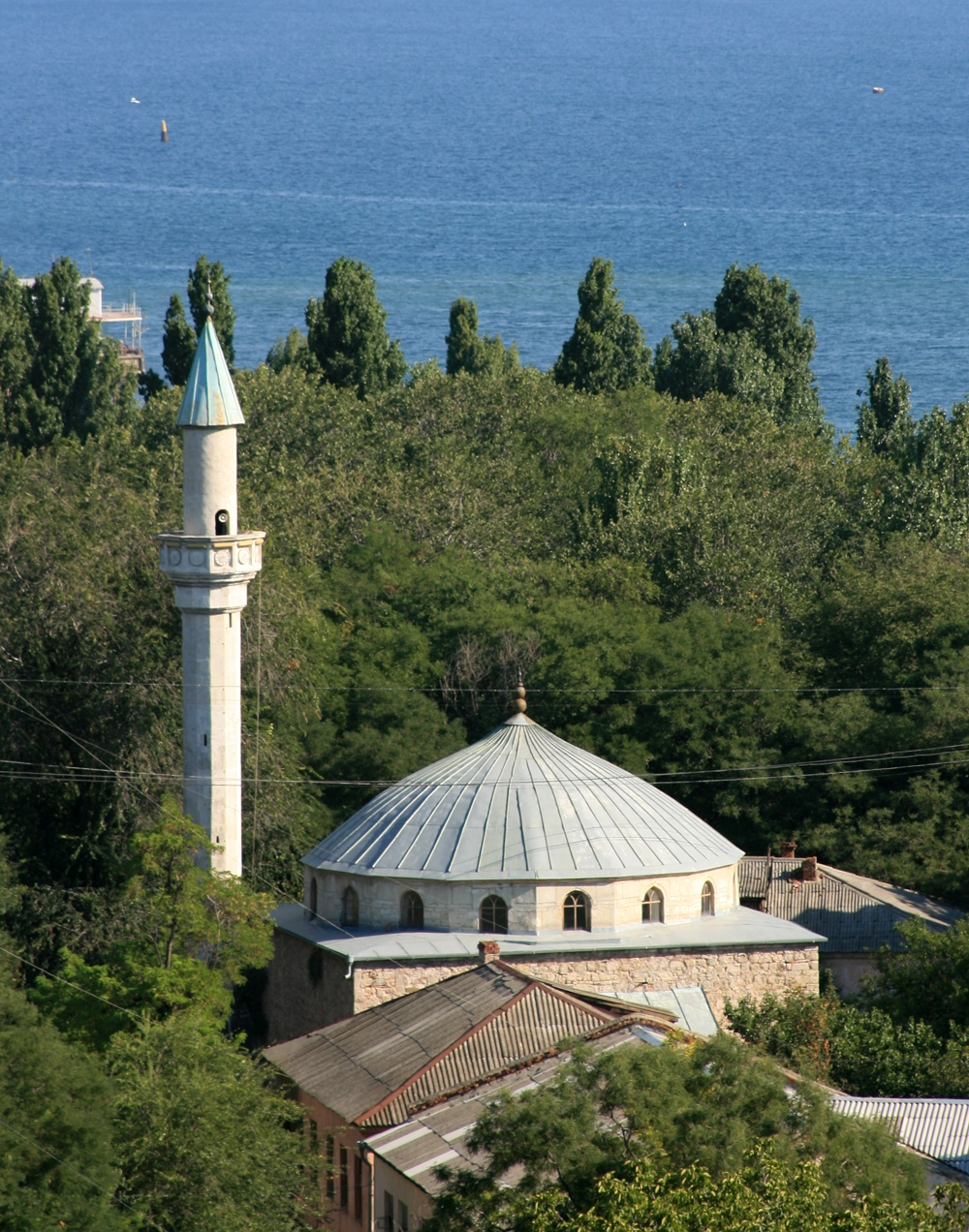
Мечеть Муфти-Джами в Феодосии

### История
Подавляющее большинство крымских татар — мусульмане-сунниты. Исторически исламизация крымских татар происходила параллельно с формированием самого этноса и была очень длительной. Первым шагом на этом пути был захват Судака и окрестностей сельджуками в XIII веке и начало распространения в регионе суфийских братств, а последним — массовое принятие ислама значительным количеством крымских христиан. Основная же часть населения Крыма приняла ислам в эпоху Крымского ханства и предшествовавший ему золотоордынский период.
В период расцвета ислама в Крыму практически во всех местных населённых пунктах существовали мечети. В Крымском ханстве сложилась разветвлённая структура мусульманского духовенства, мусульманские духовные лица традиционно входили в систему управления ханства. Присоединение Крыма к России практически не повлияло на структуру мусульманского духовенства, однако система мусульманского религиозного устройства Крыма была поставлена под контроль Российской империи. В 1831 году в Российской империи было создано Таврическое магометанское духовное правление (ТМДП), во главе которого назначались муфтий и кади-аскер. ТМДП также руководило мусульманским сообществом Польши и Литвы. К концу XVIII века в Крыму функционировало около 1600 мечетей, 25 медресе, действовала широкая сеть мусульманских школ — мектебов.
Завершение исламизации Крыма произошло в 1778 году уже после его вхождения в состав Российской империи, в ходе переселения армян и греков из Крыма в Азовскую губернию. С уходом христиан заметно поредело население городов Кафа, Бахчисарай, Карасубазар, Гезлев, Акмесджид, Эски-Кырым, Балаклава. Полностью или частично обезлюдели 67 горных сел. Значительная часть христиан, желавшая остаться в Крыму, была вынуждена принять ислам, чтобы не попасть в категорию тех, кто подлежал выселению. Христиане, которые всё же были переселены называли селения в новых местах жительства крымскими названиями (Ялта, Алушта).
Переход в ислам традиционно христианских народов из колоний на побережье, таких как генузцы, венецианцы, греки и готы, объясняет парадокс, почему генетически часть крымских татар является потомками данных народов и имеет другую культуру. Крымские татары, являющиеся потомками этих христианских народов, образуют субэтнос южнобережцев (крымскотат. yalı boylü), который вплоть до депортации в 1944 году сохранял многие элементы христианских обычаев.
Проводившаяся российскими властями масштабная политика обезземеливания местного населения привела к массовой эмиграции крымских татар в Турцию, вызвавшей опустение городов и сёл Крыма, что, в свою очередь, обусловило закрытие многих мечетей, медресе и мектебов. К 1914 году на полуострове действовало уже только 729 мечетей.
Тяжёлый удар по мусульманской общине Крыма нанесло установление советской власти. Политика советского государства в религиозной сфере была направлена на закрытие действующих религиозных организаций, ликвидацию культовых зданий и экспроприацию религиозной собственности и имущества. Система исламских учреждений в Крыму была ликвидирована уже в первые годы советской власти. Антирелигиозная пропаганда была направлена на изъятие из библиотек и уничтожение мусульманской литературы. В результате сталинских репрессий было ликвидировано практически всё мусульманское духовенство. В 1944 году с депортацией крымскотатарского народа ислам в Крыму окончательно прекратил своё существование.

### Последствия депортации
И в ссылке исламская идентичность продолжала играть важную роль в формировании национального самосознания и этнокультуры крымских татар. В условиях депортации посещение действующих мечетей было невозможно. Язык молитвы (арабский) со временем стал доступен лишь единицам, и мусульманская традиция сохранялась преимущественно в семейно-бытовой сфере. За это время, в результате значительного отрыва крымскотатарского народа от своих религиозных корней, религиозность сохранилась практически лишь на уровне традиций и бытовых обрядов. Ислам воспринимался большинством народа всего лишь как часть культурных традиций крымских татар, переданных от старшего поколения. Практически все считали себя мусульманами, хотя к моменту возвращения крымских татар на свою историческую родину их общая религиозная грамотность находилась на низком уровне.

### Современность
Возвращение на полуостров крымских татар, для большинства которых исламская идентичность стала фактором этносоциальной консолидации, привело в конце 1980-х годов к возрождению мусульманской общины. К началу массовой репатриации крымских татар в Крыму не имелось ни одной мусульманской общины и ни одной действующей мечети. К 1988 году здесь оставалось менее десятка мусульманских культовых зданий, сохранивших признаки мечетей, некоторые из которых были объявлены памятниками архитектуры и градостроительства. С возвращением на историческую родину, наряду с процессами бытового обустройства, началось строительство мечетей, восстановление исламских учреждений, создание религиозных курсов и духовных школ (медресе). Большую помощь в возрождении ислама оказали мусульманские государства, в первую очередь Турция и страны Арабского Востока.
31 августа 1992 года в Симферополе прошло Всекрымское собрание представителей мусульманских общин, где было принято решение учредить Муфтият мусульман Крыма, вошедший в состав Духовного управления мусульман Крыма (ДУМК) — самоуправляющегося религиозного объединения мусульман Крыма. Муфтием (главой мусульман Крыма) и председателем ДУМК был избран Сеитджелиль-эфенди Ибраимов. За годы его руководства (1991—1995) количество зарегистрированных мусульманских общин превысило полсотни. При содействии зарубежных исламских центров происходило активное строительство новых и возвращение бывших мечетей, открытие мусульманских духовных учебных заведений — медресе и воскресных школ при мечетях. Вначале отношения Меджлиса крымскотатарского народа и ДУМК в целом строились на равноправной основе, ДУМК проводило довольно самостоятельную политику, стремилось уйти от политизации ислама в Крыму, что иногда приводило к достаточно острым противоречиям между муфтием и председателем меджлиса.

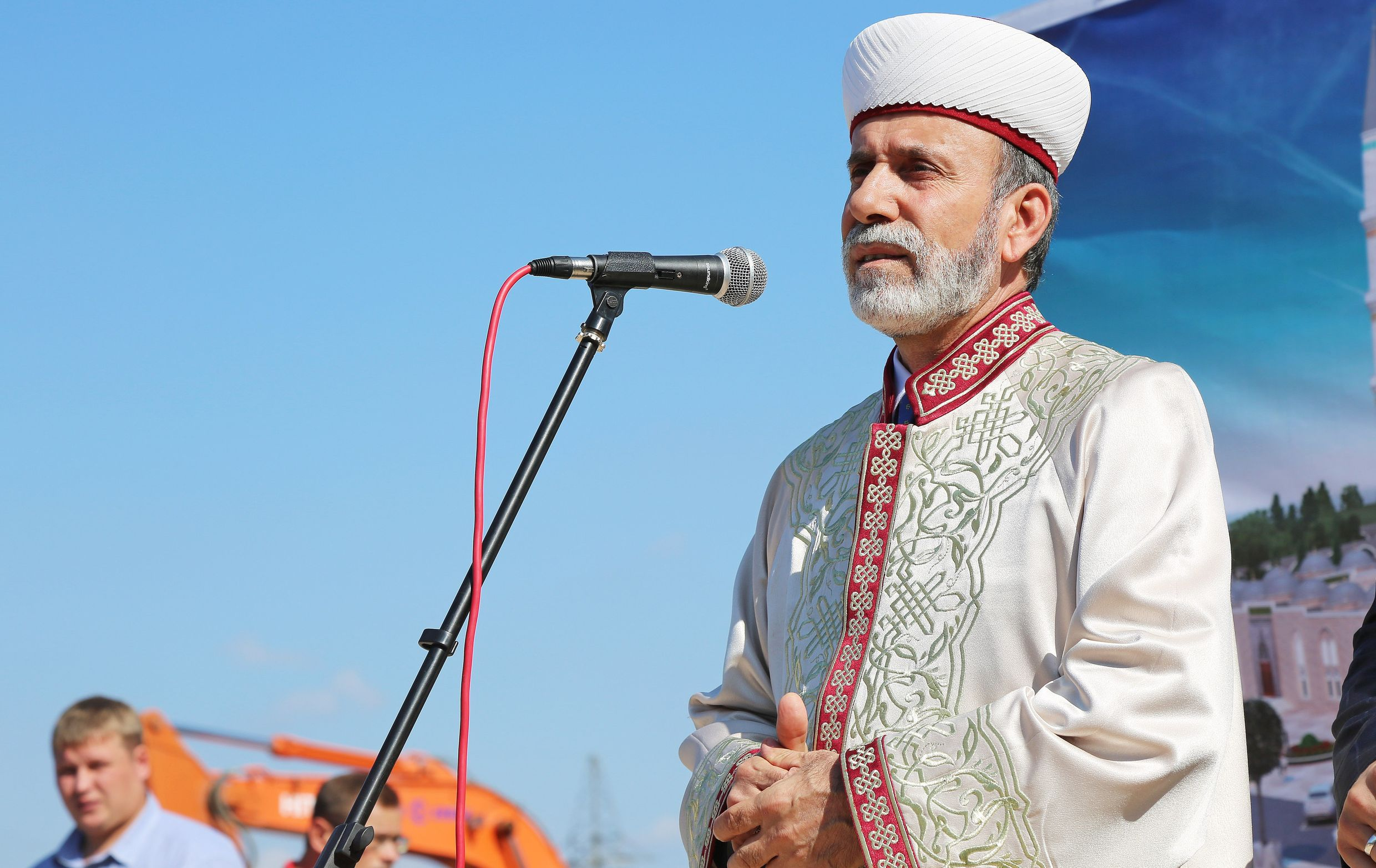
Эмирали Аблаев — муфтий Крыма с 1999 года

Амбиции и независимость С. Ибрагимова, его популярность среди крымских мусульман вызывали недовольство у лидеров меджлиса. В 1995 году он был фактически отстранён от управления муфтиятом. На Курултае мусульман Крыма был избран новый муфтий Нури Мустафаев — активный сторонник участия мусульманской общины Крыма в решении политических задач Национального движения крымских татар. Также была введена новая должность представителя меджлиса в муфтияте с весьма обширными полномочиями. В результате вся деятельность ДУМК была поставлена под контроль меджлиса. В 1999 году новым муфтием и председателем Духовного управления мусульман Крыма стал член меджлиса хаджи Эмирали Аблаев, который с тех пор неоднократно переизбирался (в последний раз в 2013 году). ДУМК до настоящего времени остаётся наиболее активным и влиятельным исламским объединением на полуострове. Духовное управление мусульман Крыма придерживается ханафитского мазхаба. Именно ханафитское направление является исторически традиционным для крымских татар.
В 2010 году при содействии Духовного управления мусульман Украины (ДУМУ) была зарегистрирована первая официально оппозиционная к крымскому муфтияту организация — Духовный центр мусульман Крыма, объединивший приверженцев так называемого хабашитского течения в исламе. В августе 2014 года на базе Духовного центра мусульман Крыма был воссоздан Таврический муфтият (Центральное духовное управление мусульман — Таврический муфтият), муфтием которого был избран Руслан Саитвалиев. Руководство ЦДУМТМ поспешило установить связи с муфтиями Чеченской Республики и Татарстана, а также с председателем Центрального духовного управления мусульман России верховным муфтием Талгатом Таджуддином, заверяя о намерении бороться с последователями нетрадиционных исламских течений в Крыму. Весной 2015 года, однако, власти Крыма заявили о передаче всех местных мечетей Духовному управлению мусульман Крыма, несмотря на то, что в 2014 году ДУМК совместно с Меджлисом крымскотатарского народа активно выступал за сохранение Крыма в составе Украины. В частности, крымские власти поддержали ДУМК в его претензиях на управление крупнейшей на полуострове мечетью Хан-Джами в Евпатории, чья община в августе 2014 года ушла в Таврический муфтият. В феврале 2015 года ДУМК получил правоустанавливающие документы для деятельности по российским законам.
Помимо традиционного ислама, с 1990-х годов в Крыму стали набирать силу последователи нетрадиционных течений — ваххабизма (салафиты), «Таблиги Джамаат», «Ихван аль-Муслимун» и «Хизб ут-Тахрир аль-Ислами» (разрешённой на Украине, но запрещённой и преследуемой в Российской Федерации). Представители этих течений находятся в оппозиции к ДУМК. Уже в 2008 году на IV Курултай мусульман не были приглашены представители не только автономных мусульманских общин, но и некоторых мусульманских общин ДУМК.
Как показали социологические исследования 2015 года, крымскотатарская община Крыма декларативно религиозна: подавляющее большинство опрошенных заявили, что они мусульмане (84 %), а муфтий был назван в числе самых авторитетных общественных деятелей. Для большинства крымских татар, однако, характерны в первую очередь внешние проявления религиозности. Уровень религиозного радикализма невысокий, но каждый пятый (20 %) положительно отнёсся к идее проживания в религиозном государстве.
Устойчивые мусульманские объединения от 10 и более человек, сгруппировавшихся вокруг его организационного ядра — имама и его помощников, действуют практически в каждом населённом пункте компактного проживания крымскотатарского населения. Подобных объединений в Крыму на начало 2011 года насчитывалось более шестисот, зарегистрированных мусульманских общин, входящих в ДУМК, — 339, автономных мусульманских общин — 49.

## Крымские татары после аннексии Крыма Россией
По данным Всеукраинской переписи населения 2001 года, в АР Крым и Севастополе проживало свыше 245 тыс. крымских татар и более 13 тыс. татар (всего около 259 тыс. человек). Перепись населения в Крымском федеральном округе (2014) зафиксировала более 232 тыс. крымских татар и почти 45 тыс. татар (в общей сложности более 277 тыс. человек). Представители Росстата после проведения переписи 2014 года признали, что «часть крымских татар при переписи назвали себя просто татарами».

### Крымские татары и аннексия Крыма
Позиция крымскотатарской общины, третьей по численности в Крыму, имела существенное значение для развития ситуации в Крыму во время Евромайдана и в ходе событий, приведших к аннексии Крыма Россией. В значительной мере её позицию определяло отношение Меджлиса крымскотатарского народа, претендующего на полномочное представительство интересов всех крымских татар.
Социологи В. Мукомель и С. Хайкин, проводившие своё исследование в Крыму осенью 2015 года, характеризуют отношение крымских татар к описываемым событиям следующим образом: «Гражданская идентичность крымских татар, до 2014 г. в подавляющем большинстве лояльных Украине, подверглась серьёзным испытаниям во время и после „крымской весны“. Крымским татарам было что терять. Во-первых, к этому времени они заняли определённое место в экономике, политике, элитах Крыма. Во-вторых, их вполне устраивал вектор развития Украины, оптимизм был связан с европейской интеграцией через Турцию и Украину (что, впрочем, не мешало распространённости происламских и антиамериканских настроений). В-третьих, они имели квази-государственное представительство — Меджлис. Играла определённую роль и налаженная система грантов со стороны Запада и Турции».
По наблюдениям социологов, существенную роль играли и идеологические и эмоциональные мотивы: новейшая история крымских татар, их возвращение в Крым неразрывно связаны с историей украинской государственности. Украина воспринимается как государство, принявшее крымских татар в период распада СССР и вернувшее им Родину, как страна, в становлении государственности которой они принимали самое активное участие.
Согласно В. Мукомелю и С. Хайкину, очевидная сопричастность крымских татар Украине предоставляла украинскому руководству возможность использовать крымских татар как «антирусский фактор», как важную силу в противодействии сепаратистским настроениям русского большинства населения полуострова.
Как указывают социологи, идеологическая лояльность крымских татар украинскому государству была особенно заметна на фоне их настороженного отношения к России, которая в глазах крымских татар не просто формально является правопреемником Советского Союза, но и несёт ответственность за депортацию.
Американская исследовательница Грета Улинг, занимающаяся изучением психологических и социальных последствий депортации и возвращения крымских татар на Родину и неоднократно посещавшая Крым в 1991—2013 годах, отмечала в своей работе, опубликованной в 2015 году, что за 23 года, проведённые в составе Украины, крымским татарам удалось сделать многое для восстановления своего полноправного многовекового присутствия на полуострове — добиться внесения упоминаний о депортации 1944 года в учебники истории, восстановления мечетей, возведения многочисленных мемориалов и памятников в честь военных и культурных деятелей крымскотатарского народа. Возвращение крымских татар, однако, было встречено враждебно местным населением — потомками тех, кто во второй половине 1940-х годов занял земли и дома депортированных. К проявлениям такой вражды Грета Улинг относит многочисленные случаи вандализма и осквернения этнических культурных памятников, мусульманских кладбищ и культовых святынь, столкновения в районах «самозахватов». Своего рода противовесом акциям крымских татар в память жертв депортации 1944 года стали массовые акции местных общественных организаций, имеющие целью возвеличивание заслуг Сталина. В качестве примера Грета Улинг приводит фотовыставку, приуроченную ко дню рождения И. В. Сталина, проведённую 21 декабря 2012 г. в Симферополе общественной организацией «Суть времени — Крым», несмотря на противодействие крымскотатарских активистов и при полном невмешательстве правоохранительных органов.
Стереотипы советской пропаганды, представлявшей крымских татар предателями, нацистскими коллаборационистами и изменниками Родины, за эти годы не ослабли, а ещё более укрепились, что, по мнению исследовательницы, не позволяет рассчитывать на то, что крымские татары смогут безболезненно влиться в российское гражданское общество. Исследовательница указывает на расхождение между заявлениями высокопоставленных российских руководителей о допущенной в отношении крымских татар исторической несправедливости и практическими действиями местных властей, связанных с «Русской общиной Крыма», и поддержавших их членов полувоенных добровольческих формирований, с их ярко выраженным отношением к крымским татарам как к «предателям Родины», тем более что в происходивших событиях крымскотатарские активисты явно выступили на стороне Украины.

### Противодействие Меджлиса

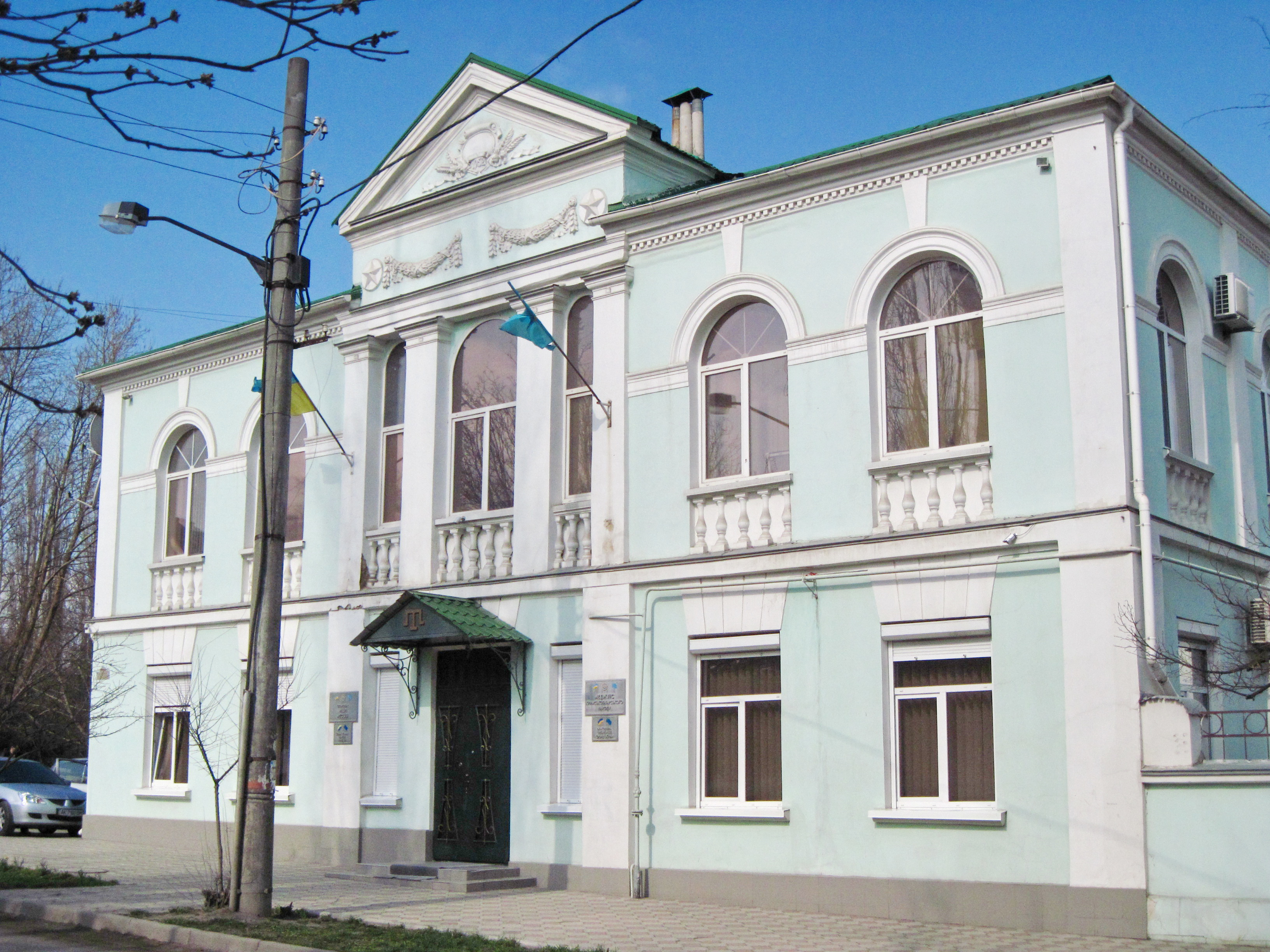
Здание Меджлиса в Симферополе

В период Евромайдана Меджлис выступил в поддержку евроинтеграции и против «установления авторитарного режима» на Украине, то есть с позиций, прямо противоположных мнению Верховного Совета АР Крым. Меджлис регулярно направлял в Киев для участия в Евромайдане организованные группы крымских татар.
26 февраля 2014 года Меджлис вывел своих сторонников к зданию Верховного Совета Крыма с целью заблокировать его и не допустить предполагавшегося принятия решения о вхождении в состав России. Одновременно здесь же проходил митинг «Русской общины Крыма». Между участниками двух массовых акций вспыхнул конфликт, в результате которого 30 человек получили травмы и ранения и двое человек погибли: мужчина, скончавшийся от сердечного приступа, и женщина, затоптанная в давке.
Как указывает в своём отчете миссия ОБСЕ, побывавшая на Украине и в Крыму в мае 2014 года, после столкновения в Симферополе чувство взаимного недоверия и страха между общинами этнических русских и крымских татар возросло. Регулярно стали поступать сообщения об актах запугивания в отношении крымских татар, особенно со стороны так называемой «народной самообороны» и неустановленных лиц в военной форме. Такая публичная травля вызывала у членов крымскотатарской общины ощущение повышенной уязвимости, тревоги и неопределённости.
Это, однако, была последняя массовая акция протеста с участием крымских татар в этот период. Крымские и российские власти предприняли активные усилия для того, чтобы если не склонить крымских татар на свою сторону, то хотя бы добиться их нейтралитета в сложившейся ситуации. Признанный лидер крымских татар Мустафа Джемилев был приглашён в Москву на встречу с бывшим президентом Татарстана Минтимером Шаймиевым. Для него был даже организован телефонный разговор с президентом России Владимиром Путиным. По словам Джемилева, Путин сообщил ему, что дал распоряжение избежать каких бы то ни было эксцессов с крымскими татарами.
Тем не менее Меджлис отказался признать правительство Сергея Аксёнова, сменившего Анатолия Могилёва, которого Верховный Совет Крыма отправил в отставку. Председатель Меджлиса Рефат Чубаров заявил, что крымские татары не признают итоги готовящегося референдума о статусе Крыма, и осудил решение крымского парламента о вхождении в состав России. Мустафа Джемилев призывал ввести в Крым миротворческие войска ООН и не принимать во внимание результаты предстоящего референдума. 15 марта Меджлис выступил с обращением к Верховной раде Украины и ко всему народу Украины, в котором подтвердил своё признание Украины как суверенного и независимого государства в существующих границах и заявил о непризнании готовящегося референдума легитимным. Меджлис заявил, что «категорически отвергает любые попытки определить будущее Крыма без свободного волеизъявления крымскотатарского народа — коренного народа Крыма» и что лишь крымским татарам принадлежит право решать, в каком государстве жить крымскотатарскому народу.
Уже после референдума о статусе Крыма, который большинство крымских татар, судя по сообщениям, по призыву меджлиса бойкотировало, произошёл ряд инцидентов, которые показали, что давление на общину крымских татар начинает расти. Убийство протестовавшего против референдума Решата Аметова община расценила как акт террора, предпринятый с целью запугивания.

### Попытки достижения компромисса
18 марта, объявляя о своей поддержке предложения Государственного Совета Республики Крым о принятии республики в состав Российской Федерации, президент России Владимир Путин отметил, что к крымским татарам в советское время была проявлена жестокая несправедливость, однако от репрессий пострадали и русские люди. Теперь, после того как крымские татары вернулись на свою землю, необходимы политические, законодательные решения, которые «завершат процесс реабилитации крымскотатарского народа, <…> восстановят их права, доброе имя в полном объёме».
В тот же день меджлис заявил о непризнании договора о аннексии Крыма Россией.
Тем временем крымские власти пытались найти пути к сотрудничеству с меджлисом. Предложенные меджлисом кандидатуры Ленура Ислямова и Заура Смирнова на должности первого заместителя председателя Совета министров Крыма и председателя Республиканского комитета по делам национальностей и депортированных граждан, соответственно, были утверждены. При этом, однако, крымские власти отказались признавать меджлис представительным органом всей крымскотатарской общины. Ряд должностей в органах власти были также предложены крымским татарам, входящим в пророссийские группы, такие как «Милли Фирка». Уже через месяц, однако, глава Государственного Совета Республики Крым Владимир Константинов заявил, что ему не удаётся наладить нормальное сотрудничество с лидерами меджлиса, которые, в частности, не дают согласия на участие крымских татар в работе органов власти Крыма.
12 апреля вступила в силу новая Конституция Республики Крым. Согласно этому законодательному акту, Республика Крым имеет три государственных языка — русский, украинский и крымскотатарский.
21 апреля Владимир Путин подписал указ «О мерах по реабилитации армянского, болгарского, греческого, крымскотатарского и немецкого народов и государственной поддержке их возрождения и развития».
22 апреля Мустафе Джемилеву при выезде из Крыма был вручён «Акт уведомления о неразрешении въезда в Российскую Федерацию» на срок до 19 апреля 2019 года. В начале мая при попытке возвращения в Крым Джемилев не смог сделать это ни через Москву, ни через крымско-украинскую границу. Акция многочисленных сторонников Джемилева, собравшихся на границе между Крымом и Херсонской областью Украины и пытавшихся силой провести его в Крым, не имела успеха. Этот инцидент привёл к обострению ситуации накануне 70-й годовщины депортации крымских татар.
Участников массовых акций в поддержку Джемилева подвергли штрафам, а крымская прокуратура направила в ФСБ свои представления относительно действий руководителей меджлиса, которые были квалифицированы как «экстремистские».

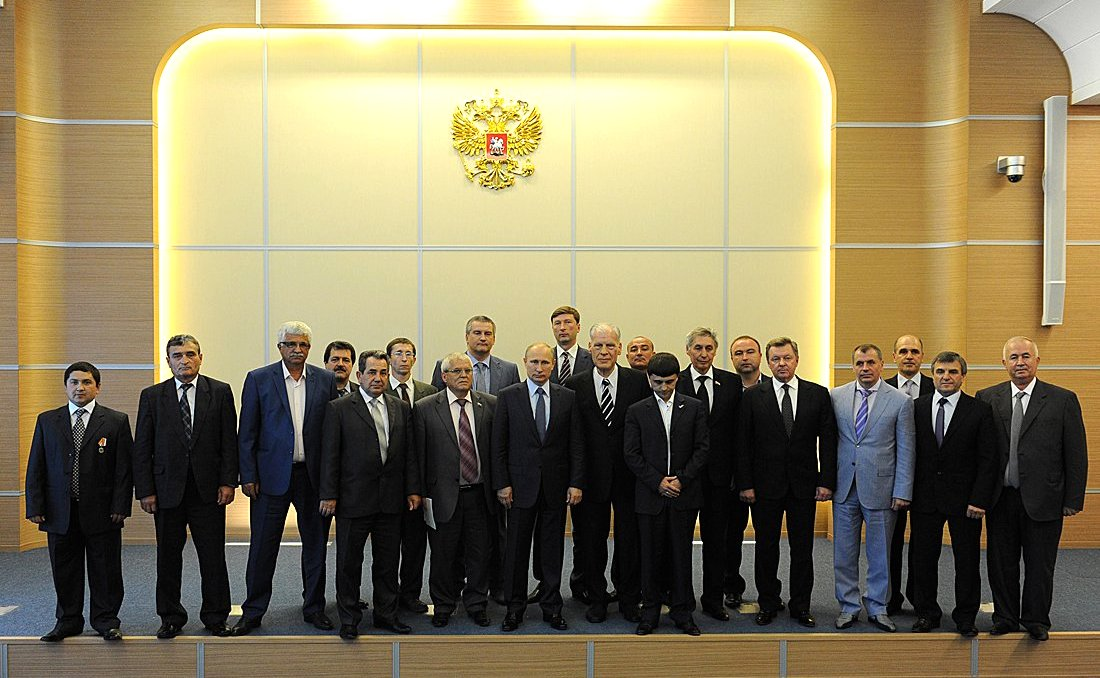
Президент России Владимир Путин
с представителями крымскотатарской общины.
16 мая 2014 года

16 мая, перед 70-й годовщиной депортации крымских татар из Крыма, Владимир Путин встретился в Сочи с представителями крымскотатарского народа. Президент РФ призвал «осознать, что интересы крымских татар сегодня связаны с Россией и нельзя защищать интересы других, третьих государств, используя крымскотатарский фактор… Это пойдёт только во вред народу. Это нужно осознать. И, наоборот, мы сделаем всё, я хочу это подчеркнуть — всё, что от нас зависит, для того, чтобы люди почувствовали себя полноценными хозяевами своей земли», — заверил президент.

### Жёсткие меры
В тот же день председатель Совета министров Крыма Сергей Аксёнов запретил проведение в Крыму массовых акций «в целях устранения возможных провокаций со стороны экстремистов, имеющих возможность проникнуть на территорию Республики Крым». Произошло это за два дня до начала траурных мероприятий, посвящённых 70-летию депортации крымскотатарского народа. Меджлис отверг предложение крымских властей ограничить траурный митинг мероприятиями в районе мусульманского сектора кладбища «Абдал-2» и решил вместо этого провести массовые собрания по всем городам, а также в разных памятных местах Симферополя. Митинги прошли в Симферополе и Бахчисарае. Траурное мероприятие в микрорайоне компактного проживания крымских татар Ак-Мечеть города Симферополь завершилось принятием резолюции с требованием придания Республике Крым статуса национально-территориальной автономии, восстановления исторических названий, подвергшихся изменению вследствие депортации крымскотатарского народа, принятия законов, гарантирующих представительство крымских татар, избираемых самими крымскими татарами, в органах законодательной и исполнительной власти Республики Крым, признания Курултая и Меджлиса крымскотатарского народа представительными органами коренного народа Крыма. Сопоставляя этот сравнительно немногочисленный траурный митинг, проходивший «под шум вертолётных винтов», с состоявшимся чуть позже празднованием очередной годовщины освобождения Севастополя от немецко-фашистских оккупантов, когда на улицы вышли десятки тысяч жителей, для которых был организован парад с участием десятков единиц боевой техники и боевых самолётов, Грета Улинг отмечает, что это сравнение ясно демонстрирует, чью сторону реально поддерживает новая власть на фоне официальной риторики о равенстве всех перед законом.
18 мая Сергей Аксёнов заявил, что признание Курултая (общенационального съезда крымскотатарского народа) и Меджлиса (формируемого им органа национального самоуправления) может произойти только в случае официальной регистрации этих организаций в соответствии с требованиями российского законодательства и «прямого желания представителей крымских татар идти навстречу». В июле 2014 года пятилетний запрет на въезд в Крым за разжигание межнациональной розни был наложен российскими властями и на председателя Меджлиса Рефата Чубарова. В мае 2015 года в отношении Рефата Чубарова было возбуждено уголовное дело по ч. 2 ст. 280.1 УК РФ («Публичные призывы к осуществлению действий, направленных на нарушение территориальной целостности РФ, совершенные с использованием СМИ»). Длительному аресту по подозрению в организации и участии в массовых беспорядках (имелся в виду митинг 26 февраля 2014 года) подвергался заместитель председателя Меджлиса крымскотатарского народа Ахтем Чийгоз.
18 апреля 2016 года на основании решения прокурора Республики Крым Меджлис крымскотатарского народа был включён в перечень общественных объединений и религиозных организаций, деятельность которых на территории России приостановлена в связи с осуществлением ими экстремистской деятельности. 26 апреля того же года Верховный суд Крыма признал Меджлис крымскотатарского народа экстремистской организацией и запретил его деятельность в России.
В противовес меджлису в октябре 2014 года было создано межрегиональное общественное движение крымскотатарского народа «Къырым» («Крым»), которое возглавил исключённый из меджлиса за сотрудничество с крымскими властями вице-спикер крымского парламента Ремзи Ильясов. В меджлисе новую организацию назвали «проектом власти», который создаётся, чтобы «игнорировать представительный орган крымских татар».
14 ноября 2017 года Human Rights Watch презентовала отчёт, в котором сообщается, что российские власти в Крыму ужесточили преследование крымских татар под различными предлогами с целью полного подавления инакомыслия на полуострове. Как пример HRW привела арест правозащитника Эмир-Усеина Куку который был обвинен в принадлежности к исламистской организации Хизб ут-Тахрир, хотя он отрицает какую-либо причастность к этой организации.

### Социологические оценки
Социологи В. Мукомель и С. Хайкин по результатам своего исследования, проведённого в Крыму осенью 2015 года, пришли к выводу, что после аннексии Крыма Россией структура идентичностей крымскотатарского населения претерпела кардинальные изменения. На первый план вместо гражданской идентичности вышла региональная — крымская — идентичность (противопоставление крымчан жителям континентальной России, ставшее для жителей Крыма фактором межэтнической консолидации). При этом снижение доли крымских татар, идентифицирующих себя с Украиной, не компенсировалось на тот период соответствующим ростом доли идентифицирующих себя с Россией, и большинство крымскотатарского населения продолжали занимать выжидательную позицию, в большинстве своём так и не приняв Россию: в рамках массового опроса только 16 % респондентов назвали себя россиянами (при этом 81 % опрошенных определили себя прежде всего как крымских татар, 58 % — как жителей Крыма, 51 % — как мусульман).
Региональная идентичность органически, неразделимо связана в сознании крымских татар с национальной, отчасти и оттого, что в названии национальности уже присутствует региональная привязка. При этом национальная идентичность является явно доминирующей. Важным фактором сохранения национальной идентичности является историческая память. Связь этнической и региональной идентичности базируется на двух основаниях: во-первых, на презентации себя как уникального этноса, во-вторых — на презентации Крыма как своей единственной Родины, своего единственного «дома». Крымские татары постоянно подчёркивают уникальность, эксклюзивность как самого этноса, так и его истории, в которой важнейшая роль отводится депортации и возвращению «домой». Представления крымских татар о своей эксклюзивности трансформировались в дискурс о «коренном народе Крыма», нуждающемся в дополнительных преференциях, вплоть до создания специальных институтов квазигосударственности; роль такого института до своего запрета исполнял Меджлис крымскотатарского народа.
Среди крымских татар, недовольных новыми социальными условиями и порядками, всё возрастающее значение приобретает конфессиональная принадлежность.
В отличие от русских, которых аннексия Крыма консолидировали, крымскотатарское население эти события раскололи. Часть крымских татар (по мнению социологов, большинство) не приняли аннексию Крыма Россией, другая часть смирилась с новой ситуацией и пытается к ней приспособиться. Межнациональное противостояние стало в большей мере внутринациональным, и зачастую водораздел прошёл по друзьям, родственникам, семьям. Формальная лояльность российскому государству (оформление гражданства, российских документов, подчинение законодательству) при этом не обязательно сопровождается эмоциональной связью и идентификацией с российским обществом. По крайней мере, для части крымских татар характерна двойная лояльность: формальная по отношению к России и реальная, идеологически-эмоциональная — к Украине, особенно учитывая сохраняющиеся фактические гражданские связи с Украиной.
В качестве ключевых факторов, обуславливающих то, что российская идентичность если не отторгается, то, по крайней мере, подвергается сомнению, социологи называют:
- слишком короткий срок, недостаточный для восприятия российских реалий;
- неприятие навязанных сверху бюрократических процедур, при введении которых, по мнению крымских татар, не были задействованы механизмы согласования их интересов с интересами этнического большинства и других социальных групп:
- критическая позиция международного сообщества, провоцирующая ощущение временности, незавершённости произошедшего (при этом лишь немногие крымские татары верят в возвращение Крыма в состав Украины или иной вариант изменения ситуации)[96].

В. Мукомель и С. Хайкин обнаружили значимые различия в восприятии сложившейся ситуации крымскими татарами, проживающими в Севастополе, Симферополе и средних и малых городах и сёлах. Для крымских татар из Севастополя типичны более высокие показатели региональной (70 %) и гражданской (30 %) идентичности по сравнению с национальной (15 %). Многие из крымских татар, поселившихся после возвращения из депортации в Севастополе, за пределами территории компактного проживания и традиционного расселения крымских татар, были нацелены на интеграцию в городской социум и к настоящему времени достаточно успешно в нём ассимилировались. Иная ситуация сложилась в Симферополе, где для местных крымских татар оказались более значимы не региональная, а конфессиональная, семейная и гендерная идентичности. Этнический фактор для подавляющего большинства здешних жителей стоит на первом месте (96 %). По мнению исследователей, это связано с тем, что наиболее урбанизированные, квалифицированные слои крымских татар, проживающие в Симферополе и оказавшиеся в центре событий российской аннексии, испытали стресс несоизмеримо больший, чем проживающие в других поселениях Крыма. Среди них в ходе исследования были зафиксированы крайне пессимистические оценки ситуации в отношении возможности реализации политических, экономических и социокультурных прав, они оказались наиболее политизированными. Крымские татары, проживающие в Симферополе, заявляют, что не могут изучать язык своего народа (71 %) и получать образование в национальной школе (46 %). Среди них наиболее высока доля не принявших новую действительность и выказывавших лояльность Украине: крымские татары, проживающие в Симферополе, на прошедшем референдуме голосовали преимущественно за сохранение Крыма в составе Украины (92 %), тогда как респонденты из других поселений — за переход в состав России. Проукраинские настроения сохранились в Симферополе и на момент проведения исследования.

### Меры крымских властей, направленные на улучшение отношений с крымскотатарской общиной

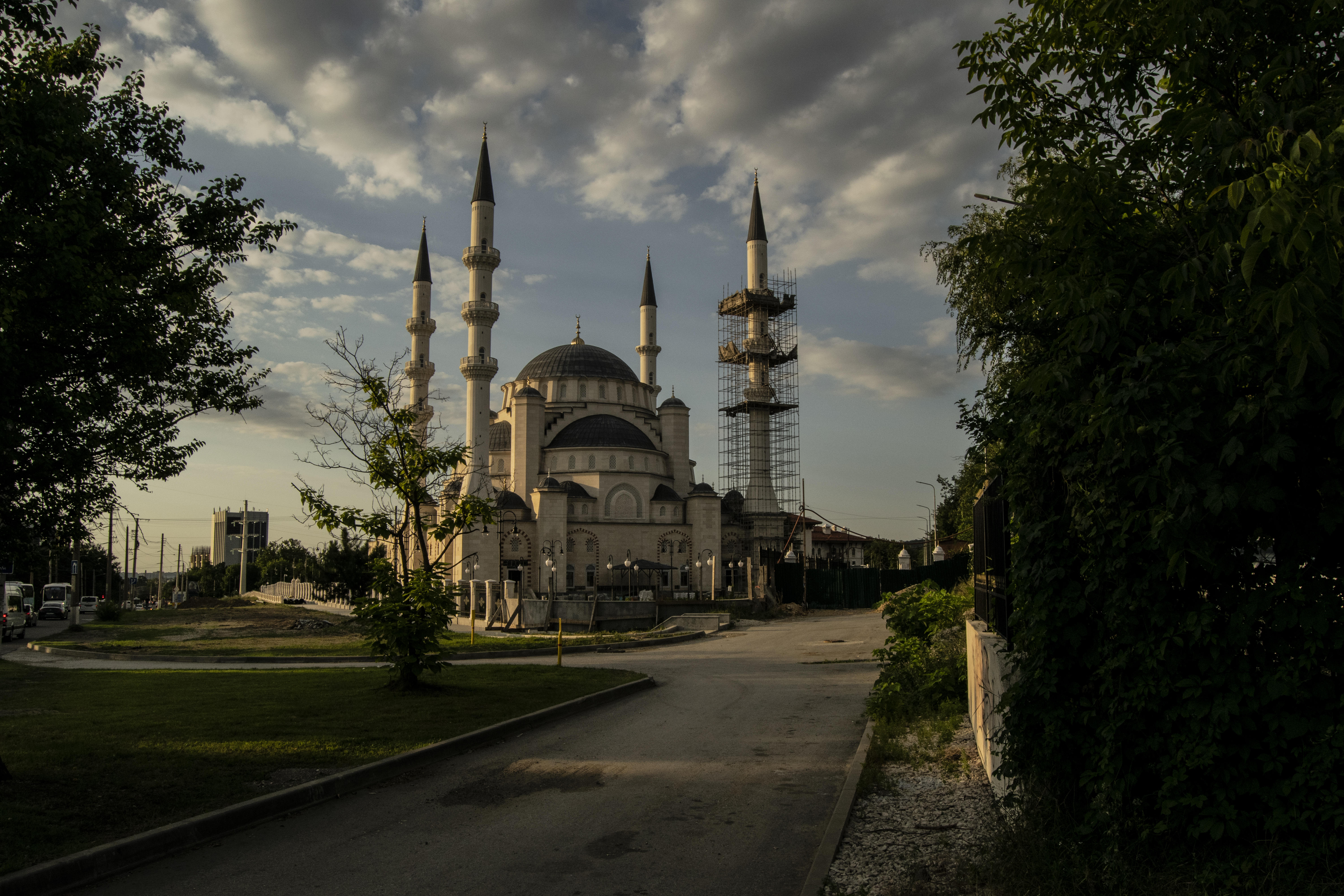
Строительство Соборной мечети в Симферополе, 2019 год

30 июля 2014 года на сессии Государственного Совета Республики Крым в первом чтении был принят законопроект «О регулировании вопросов, связанных с самовольным занятием земель на территории Республики Крым». При Совете министров Крыма была создана республиканская комиссия, которая курирует вопросы предоставления участков участникам «полян протеста». Одно из условий получения земли — снос временных строений на самовольно захваченном земельном участке. На конец 2016 года было выделено около 3,5 тысяч участков; всего же планируется выделение 8-9 тыс. участков на территории всего Крыма.
Осенью 2015 года в Симферополе началось возведение крупнейшей в Крыму соборной мечети.
8 февраля 2016 года на заседании Комиссии по восстановлению прав реабилитированных жертв политических репрессий при Совете министров РК был утверждён перечень исторических названий населённых пунктов Крыма. На основании этого документа вторые исторические названия получат 1394 населённых пункта Республики Крым. На границах данных населённых пунктов будут установлены таблички со вторыми, историческими, названиями. Сведения о реализации данного предложения отсутствуют.

### Обвинения крымских властей в преследовании крымскотатарских активистов
В подготовленной рядом украинских правозащитных организаций публикации «Полуостров страха: хроника оккупации и нарушения прав человека в Крыму», увидевшей свет в начале 2015 года, крымскотатарская община полуострова характеризовалась как «системно организованная оппозиция оккупационному режиму»: «Крымские татары являются системно организованным сообществом с собственными органами самоуправления, имеющими региональные ячейки по всему Крыму. Они открыто саботировали и псевдореферендум 16 марта 2014 г., и незаконные выборы 14 сентября 2014 г. Для преодоления ненасильственного сопротивления оккупационная власть начала кампанию по формированию образа „внутреннего врага“ и преследованию представителей крымскотатарского народа, как с использованием юридических механизмов, так и внеправовым образом».
Правозащитные организации обвиняют крымские власти, в частности, в преследовании Меджлиса крымскотатарского народа и его руководителей, печатного органа Меджлиса — газеты «Авдет», информационного агентства «Крымские новости» (QHA), благотворительного фонда «Крым», в силовом захвате и закрытии крымскотатарского телеканала ATR, незаконных задержаниях, похищениях и уголовных преследованиях крымскотатарских активистов, проведении обысков в мечетях и медресе на наличие наркотиков, оружия и запрещённой религиозной литературы. Правозащитники заявляли о причастности к серьёзным нарушениям прав человека отрядов «крымской самообороны», действия которых не контролировали новые власти Крыма.
Против ряда крымскотатарских активистов заведены уголовные дела по обвинениям в организации и участии в массовых беспорядках (митинг 26 февраля 2014 года в Симферополе), применении насилия в отношении
представителя власти (события 3 мая 2014 года у города Армянска), организации деятельности террористической организации (участие в деятельности «Хизб ут-Тахрир»).
Несколько крымских татар числятся пропавшими без вести; Меджлис и правозащитные организации подозревают в их исчезновении крымских силовиков.

### Участие крымскотатарских активистов в антироссийских акциях на территории Украины
В декабре 2015 года Ленур Ислямов объявил о начале формирования в Херсонской области Украины крымскотатарского добровольческого батальона имени Номана Челебиджихана (также известен как батальон «Аскер») численностью 560 человек, основной задачей которого будет «охрана границы Крыма в самом Крыму» и возвращение Крыма в состав Украины.

### Обучение на крымскотатарском языке

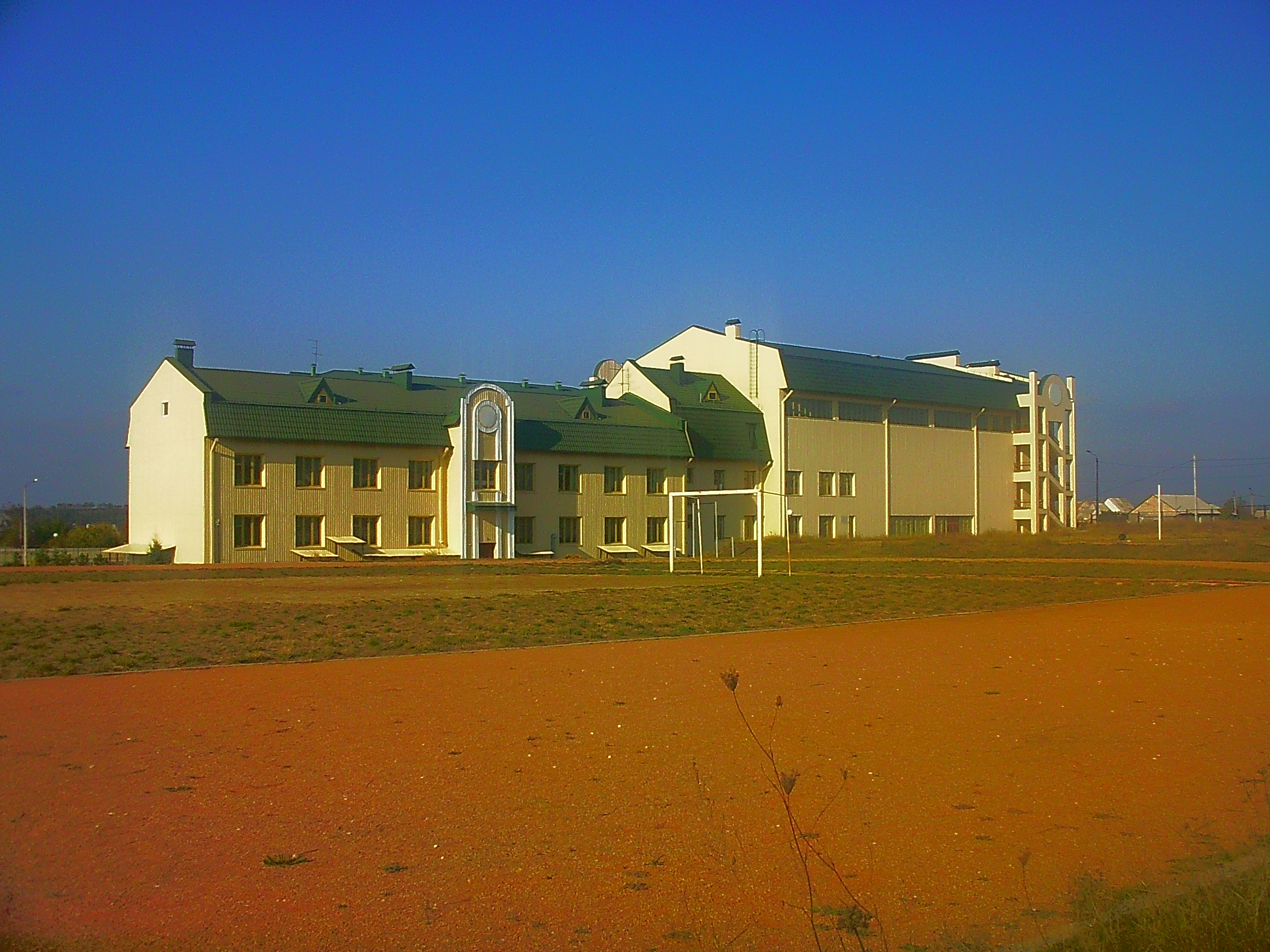
Школа № 42 им. Эшрефа Шемьи-заде в Симферополе

По данным украинских властей, в 2012/2013 учебном году в средних общеобразовательных школах АР Крым (без учеников специальных школ (школ-интернатов) и специальных классов, организованных при общеобразовательных школах) образование на крымскотатарском языке получали 3,11 % учащихся.
В 2014/2015 учебном году, по данным, предоставленным министром образования и науки Республики Крым Натальей Гончаровой, обучение на крымскотатарском языке как одном из государственных языков Крыма получали 4 740 школьников. Из них 2 814 учащихся обучались в 15 школах с крымскотатарским языком обучения, 1 926 — в классах с крымскотатарским языком обучения, функционирующих в 62 школах Крыма.
По состоянию на начало 2015/2016 учебного года, по данным министерства образования, науки и молодежи Республики Крым, в общеобразовательных учреждениях на крымскотатарском языке обучалось 5 083 человека (2,76 % учащихся). В республике продолжает действовать 15 общеобразовательных учреждений с крымскотатарским языком обучения; всего же по республике обучение на крымскотатарском языке организовано в 53 общеобразовательных учреждениях 17 муниципальных районов и городских округов.
Как сообщила в феврале 2016 года пресс-служба Министерства образования, науки и молодежи РК, для учащихся 1—9 классов школ (классов) с крымскотатарским языком обучения было впервые выпущено 45 тысяч экземпляров учебников, переведённых с русского языка.
Представители крымскотатарской общественности указывают на ряд проблем, существующих в организации обучения на крымскотатарском языке. В республике не закреплено на законодательном уровне изучение в общеобразовательных учреждениях украинского или крымскотатарского языков (по выбору родителей) как обязательного предмета. В открытом обращении Ассоциации крымскотатарских работников образования «Маариф» к главе республики Крым Сергею Аксенову в начале 2015/2016 учебного года указывалось, что подобное положение «ущемляет конституционное право депортированного крымскотатарского народа на обучение своих детей на родном языке и обязательное изучение его как учебного предмета в рамках учебных планов образовательных организаций с русским языком обучения, что лишает крымскотатарских детей возможности свободного владения родным языком». Министерство образования, науки и молодежи Крыма с целью удовлетворения потребности учащихся в изучении родного языка разработало методические рекомендации по формированию учебных планов общеобразовательных организаций на 2015/2016 учебный год, однако, по данным ассоциации «Маариф», директора образовательных организаций с русским языком обучения почти повсеместно проигнорировали эти рекомендации. Как следствие, несмотря на то, что около 21 тысячи обучающихся изучали крымскотатарский язык в различных формах (12,5 тысяч как предмет, более 8 тысяч — факультативно), около 8 тысяч крымскотатарских детей школьного возраста не изучали родной язык ни в какой форме.
В республике существует практика открытия в школах с крымскотатарским языком обучения первых классов с обучением на русском языке, а также административного давления на родителей с целью убедить их переводить своих детей после получения начального образования в классы с русским языком обучения. Указывается также на недостаточное количество мест в дошкольных образовательных учреждениях с воспитанием на крымскотатарском языке.

## Крымскотатарские СМИ
Телеканал «Миллет» — телеканал, начавший круглосуточное вещание из Симферополя 1 сентября 2015 года. Аналоговый сигнал покрывает территорию Крыма. С 1 апреля 2016 года начато спутниковое вещание через спутник «Ямал». Приём спутникового вещания возможен на всей территории России, Украины, Турции и Центральной Азии. Более 70 % эфира — это программы на крымскотатарском языке. Тематика передач — новости Республики Крым, жизнь крымских татар, их обычаи, культура и история.
В феврале 2017 года начала работу общественная крымскотатарская радиостанция «Ветан седасы» («Голос родины»), ставшая структурным подразделением телерадиокомпании «Миллет».
Ранее на полуострове работали частный крымскотатарский телеканал ATR и радиостанция Meydan, входившие в холдинг, принадлежащий бывшему вице-премьеру Крыма и бизнесмену Ленуру Ислямову. Телеканал и радиостанция прекратили вещание в Крыму с 1 апреля 2015 года, так как не смогли пройти перерегистрацию согласно российскому законодательству. По мнению правозащитников, нежелание крымских и федеральных властей перерегистрировать эти СМИ было вызвано их оппозиционностью. С 2015 года ATR продолжает вещание, в том числе на крымскотатарском языке, из Киева.

## Культура крымских татар

### Театр
- Крымскотатарский академический музыкально-драматический театр

Единственный в мире театр крымских татар. Традиции театра крымских татар берут начало с XIV—XV веков, когда при дворе крымских ханов ставили театрализованные спектакли.

### Кинематограф
В 1926 году фильм «Алим» на Всеукраинском фотокиноуправлении снял Георгий Тасин, где главную роль исполнил Хайри Эмир-Заде.
Начало национального кинематографа в рамках политики коренизации было заложено в 1928 году в рамках Всесою́зного госуда́рственного кинотре́ста «Восто́чное кино́» («Востоккино»). В 1930 году Д. Н. Бассалыго осуществил постановку фильма «Биюк-Гюнеш» (Великое солнце) о советском строительстве в Крыму.
«Хайтарма» («Возвращение») — первый крымскотатарский художественный фильм (вышел в 2013 году). Режиссёр — Ахтем Сейтаблаев.
«Хыдыр-деде» — первый полнометражный крымскотатарский фильм-сказка (вышел в 2018 году). Режиссёр — Длявер Дваджиев.

## Кухня
Национальными блюдами крымских татар являются чебуреки (жареные пирожки с мясом), янтыкъ (печёные пирожки с мясом), сарыкъ бурма, ханум (слоёный пирог с мясом), сарма (фаршированные мясом и рисом листья винограда, капусты), долма (фаршированные мясом и рисом перцы), кобетэ — изначально греческое блюдо, о чём свидетельствует название (печёный пирог с мясом, луком и картофелем), бурма (слоёный пирог с тыквой и орехами), татараш (пельмени), юфакъ аш(кашкъ аш) (бульон с очень мелкими пельменями), шашлык, плов (рис с мясом и курагой в отличие от узбекского без моркови), бакъла шорбасы (мясной суп со стручками зелёной фасоли, заправленный кислым молоком), бакълалы эриште(домашняя лапша с фасолью), шурпа, къайнатма.
Национальные кондитерские изделия: шекер къыйыкъ, курабье, пахлава.
Традиционными напитками являются кофе, айран, язма, буза.

## Крымские татары в филателии

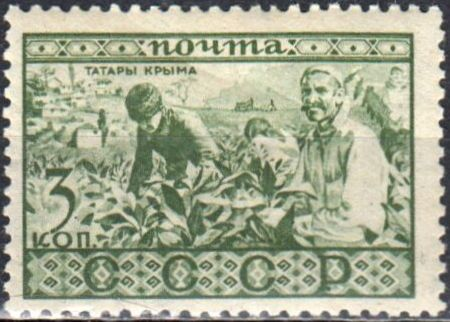
Серия «Народы СССР» (татары Крыма), почтовая марка СССР 1933 года

В 1933 году в СССР была выпущена этнографическая серия почтовых марок «Народы СССР». Среди них была марка, посвящённая крымским татарам.

### Комментарии
1. ↑  По данным Всеукраинской переписи населения 2001 года, проведённой до произошедшей в 2014 году утраты Украиной контроля над территориями АР Крым и Севастополя с их фактическим присоединением к России. Численность крымских татар в данных регионах по результатам переписи 2001 года составила соответственно 243 433 и 1858 человек
2. ↑  По данным Всероссийской переписи населения 2010 года, проведённой до произошедшего в 2014 году фактического присоединения территорий Республики Крым и Севастополя к России. Численность крымских татар в данных субъектах по результатам крымской переписи 2014 года составила соответственно 229 526 и 2814 человек[5][6] или же вместе с собственно татарами — 271 780[7] и 5556 человек[8] соответственно (всего в двух регионах — 232 340 человек или с татарами — 277 336 человек[9])